# Olympische Sommerspiele 2012/Leichtathletik – 100 m (Männer)

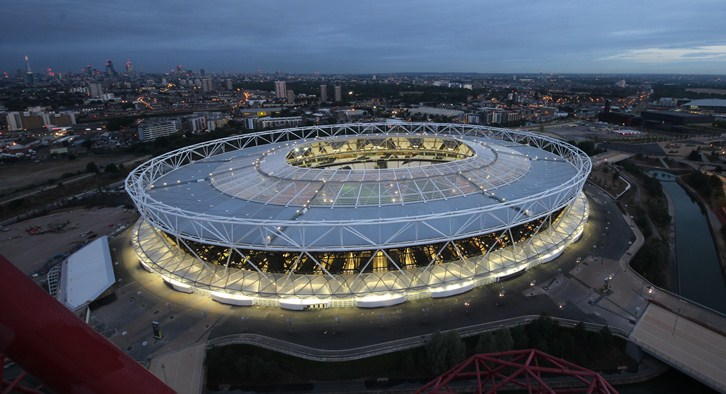
Das Olympiastadion von London im Jahr 2015

Der 100-Meter-Lauf der Männer bei den Olympischen Spielen 2012 in London wurde am 4. und 5. August 2012 im Olympiastadion London ausgetragen. 75 Athleten nahmen teil.
Olympiasieger wurde der Jamaikaner Usain Bolt. Er gewann vor seinem Landsmann Yohan Blake und dem US-Amerikaner Justin Gatlin.
Athleten aus Deutschland, der Schweiz, Österreich und Liechtenstein nahmen nicht teil.

## Aktuelle Titelträger
| Olympiasieger                      | Usain Bolt ( Jamaika)                 | 09,69 s | Peking 2008       |
| Weltmeister                        | Yohan Blake ( Jamaika)                | 09,92 s | Daegu 2011        |
| Europameister                      | Christophe Lemaitre ( Frankreich)     | 10,09 s | Helsinki 2012     |
| Zentralamerika und Karibik-Meister | Keston Bledman ( Trinidad und Tobago) | 10,05 s | Mayagüez 2011     |
| Südamerika-Meister                 | Nilson André ( Brasilien)             | 10,35 s | Buenos Aires 2011 |
| Asienmeister                       | Su Bingtian ( Volksrepublik China)    | 10,21 s | Kōbe 2011         |
| Afrikameister                      | Simon Magakwe ( Südafrika)            | 10,29 s | Porto-Novo 2012   |
| Ozeanienmeister                    | Isaac Tatoa ( Neuseeland)             | 10,65 s | Cairns 2012       |

## Rekorde

### Bestehende Rekorde
| Weltrekord         | Usain Bolt ( Jamaika) | 9,58 s | Berlin, Deutschland                   | 16. August 2009 |
| Olympischer Rekord | Usain Bolt ( Jamaika) | 9,69 s | Finale OS Peking, Volksrepublik China | 16. August 2008 |

### Rekordverbesserungen
Der jamaikanische Olympiasieger Usain Bolt verbesserte den bestehenden olympischen Rekord im Finale am 5. August bei einem Rückenwind von 1,5 m/s um sechs Hundertstelsekunden auf 9,63 s. Seinen eigenen Weltrekord verfehlte er um fünf Hundertstelsekunden.
Darüber hinaus wurden fünf Landesrekorde neu aufgestellt.
- 10,79 s – Azneem Ahmed (Malediven), drittes Vorentscheidungsrennen am 2. August bei einem Rückenwind von 0,9 m/s
- 10,06 s – Ben Youssef Meïté (Elfenbeinküste), dritter Vorlauf am 4. August bei einem Rückenwind von 1,5 m/s
- 10,21 s – Suwaibou Sanneh (Gambia), dritter Vorlauf am 4. August bei einem Rückenwind von 1,5 m/s
- 09,91 s – Churandy Martina (Niederlande), erstes Halbfinale am 5. August bei einem Rückenwind von 0,7 m/s
- 10,18 s – Suwaibou Sanneh (Suwaibou Sanneh), erstes Halbfinale am 5. August bei einem Rückenwind von 0,7 m/s

## Doping
Der US-Amerikaner Tyson Gay kam im Finale in 9,80 s als Vierter ins Ziel. Ihm wurden jedoch infolge eines positiven Dopingtests alle Wettkampfergebnisse seit dem 15. Juli 2012 aberkannt. Davon betroffen war auch die zunächst mit Silber dekorierte US-amerikanische 4-mal-100-Meter-Staffel.
Leidtragende waren insbesondere zwei Teilnehmer:
- Jaysuma Saidy Ndure, Norwegen – als nach Gays Disqualifikation als Drittplatzierter eigentlich für das Halbfinale qualifiziert
- Adam Gemili, Großbritannien – über seine im Halbfinale erzielte Platzierung zur Finalteilnahme berechtigt

Ein weiterer hier beteiligter Sprinter, der zuvor eine Dopingsperre hatte hinnehmen, war Justin Gatlin, ebenfalls USA, Olympiasieger von 2004. Ihm hatte als Wiederholungstäter eine lebenslange Sperre gedroht, die dann nicht in Kraft trat, weil er gesundheitliche Gründe für die Einnahme der verbotenen Mittel geltend machen konnte. Er wurde dann nach einigem Hin und Her 2006 wegen Dopings für vier Jahre gesperrt und kehrte erst 2011 ins Wettkampfgeschehen zurück.

## Qualifikationsgrundlagen
Jedes NOK konnte bis zu drei Athleten nominieren, die die von der IAAF festgesetzte Qualifikationszeit von 10,18 Sekunden (A-Standard) bei einer während der Qualifikationszeit abgehaltenen Wettkampf liefen. Sollte kein Athlet eines NOKs den A-Standard schaffen, konnte das betreffende NOK einen Athleten nominieren, der den B-Standard von 10,24 Sekunden erreicht hatte. Unbeachtet der gelaufenen Zeiten konnten die NOKs, deren Athleten weder den A- noch den B-Standard erreichten, einen Sportler nominieren. Diese Athleten traten beim 100-Meter-Lauf in einer Vorausscheidung (Preliminary Round) gegeneinander an.

## Vorausscheidung
Die Athleten traten zu insgesamt vier Läufen an. Für die Vorrunde qualifizierten sich pro Lauf die ersten zwei Athleten (hellblau unterlegt). Darüber hinaus kamen die zwei Zeitschnellsten, die sogenannten Lucky Loser (hellgrün unterlegt), weiter.
Mit 10,42 s lief Gérard Kobéané aus Burkina Faso in Lauf vier die schnellste Zeit aller Qualifikationsläufe. Die langsamste Zeit, die zur Qualifikation zu den Vorläufen reichte, waren die 10,79 s von Azneem Ahmed (Malediven) in Lauf drei, die zugleich neuen Landesrekord darstellten.
Mit dem 37-jährigen Rachid Chouhal aus Malta in Lauf vier ging der älteste Teilnehmer am 100-Meter-Wettbewerb der Männer an den Start.
Anmerkung:
Alle Uhrzeiten dieses Beitrags sind nach der Ortszeit von London (UTC±0) angegeben.

### Lauf 1

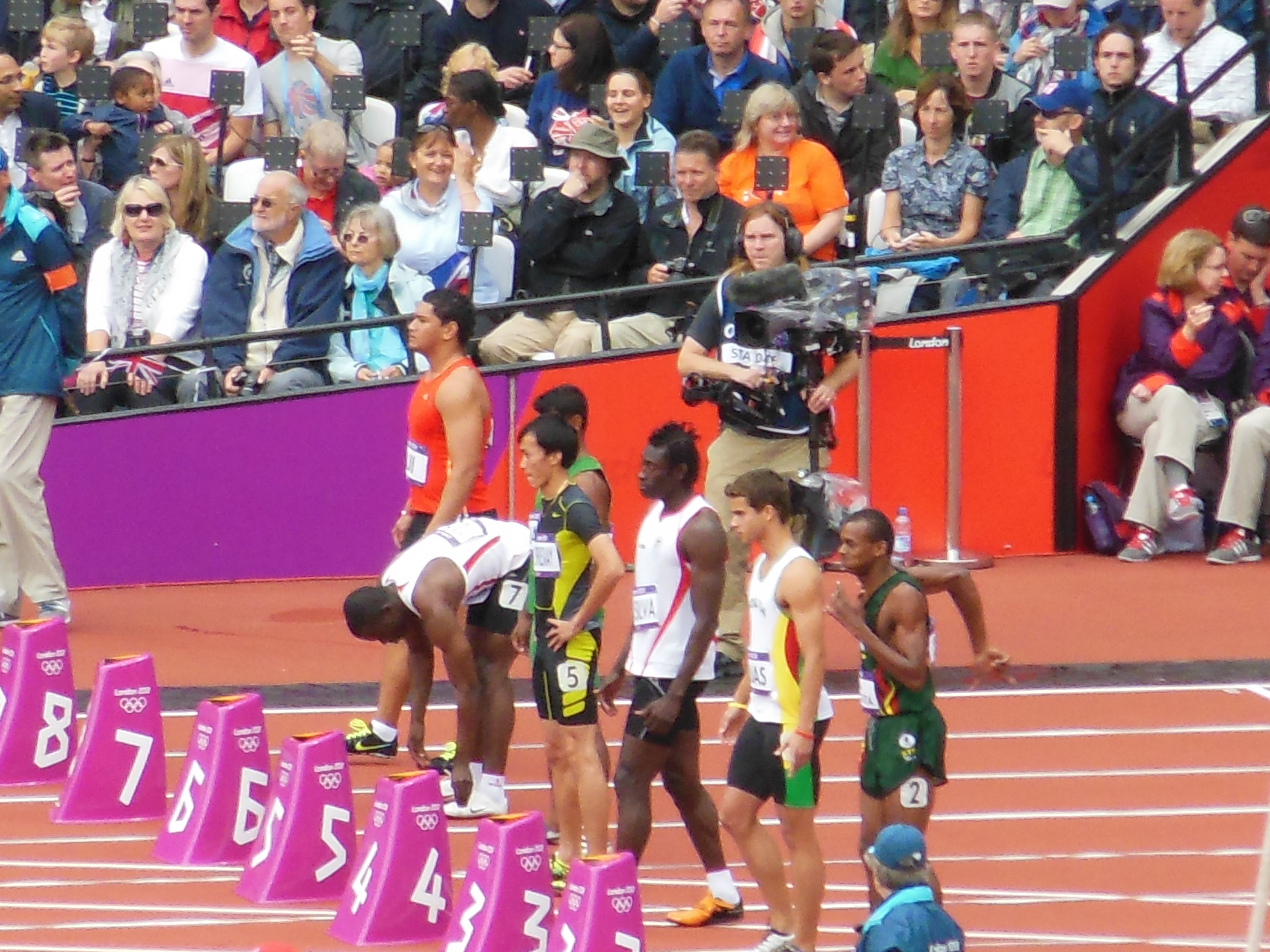
Vorbereitung zum Start des ersten Laufes
v. r. n. l.: da Costa, Rojas, da Silva, Siphonexay, Khan, Kimbembe, Lui

4. August 2012, 10:00 Uhr

Wind: +0,9 m/s
| Platz | Name                     | Nation                | Zeit (s) |
| ----- | ------------------------ | --------------------- | -------- |
| 1     | Bruno Rojas              | Bolivien              | 10,62    |
| 2     | Davilert Arsene Kimbembe | Republik Kongo        | 10,68    |
| 3     | Holder da Silva          | Guinea-Bissau         | 10,69    |
| 4     | Joseph Andy Lui          | Tonga                 | 11,17    |
| 5     | Mohan Khan               | Bangladesch           | 11,25    |
| 6     | Kilakone Siphonexay      | Laos                  | 11,30    |
| 7     | Christopher da Costa     | São Tomé und Príncipe | 11,56    |

### Lauf 2

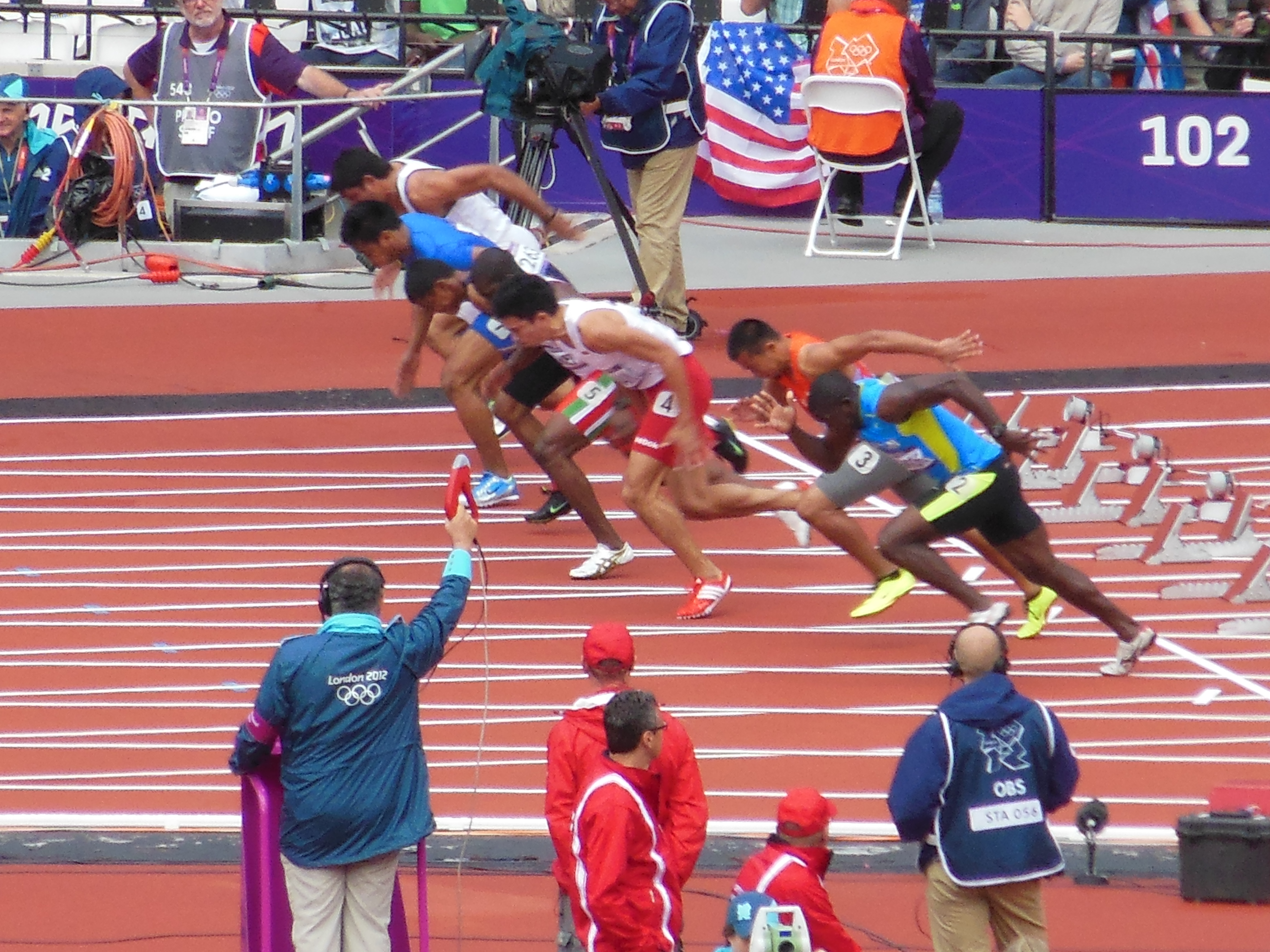
Start des zweiten Laufs:
Bahn 2 Bingangoye, Bahn 3 Garstang, Bahn 4 Lumain, Bahn 5 Themen, Bahn 6 Teltull, Bahn 7 Noa, Bahn 8 Ali

4. August 2012, 10:08 Uhr

Wind: +0,9 m/s
| Platz | Name                | Nation         | Zeit (s) |
| ----- | ------------------- | -------------- | -------- |
| 1     | Jurgen Themen       | Suriname       | 10,55    |
| 2     | Fernando Lumain     | Indonesien     | 10,80    |
| 3     | Wilfried Bingangoye | Gabun          | 10,89    |
| 4     | Liaqat Ali          | Pakistan       | 10,90    |
| 5     | Rodman Teltull      | Palau          | 11,06    |
| 6     | Tavevele Noa        | Tuvalu         | 11,55    |
| 7     | Timi Garstang       | Marshallinseln | 12,81    |

### Lauf 3
4. August 2012, 10:16 Uhr

Wind: +1,7 m/s
| Platz | Name              | Nation                             | Zeit (s) | Anmerkung |
| ----- | ----------------- | ---------------------------------- | -------- | --------- |
| 1     | Béranger Bosse    | Zentralafrikanische Republik       | 10,55    |           |
| 2     | Gary Yeo Foo Ee   | Singapur                           | 10,57    |           |
| 3     | Azneem Ahmed      | Malediven                          | 10,79    | NR        |
| 4     | J’maal Alexander  | Britische Jungferninseln           | 10,92    |           |
| 5     | John Howard       | Föderierte Staaten von Mikronesien | 11,05    |           |
| 6     | Chris Meke Walasi | Salomonen                          | 11,42    |           |
| 7     | Elama Fa'atonu    | Amerikanisch-Samoa                 | 11,48    |           |

### Lauf 4

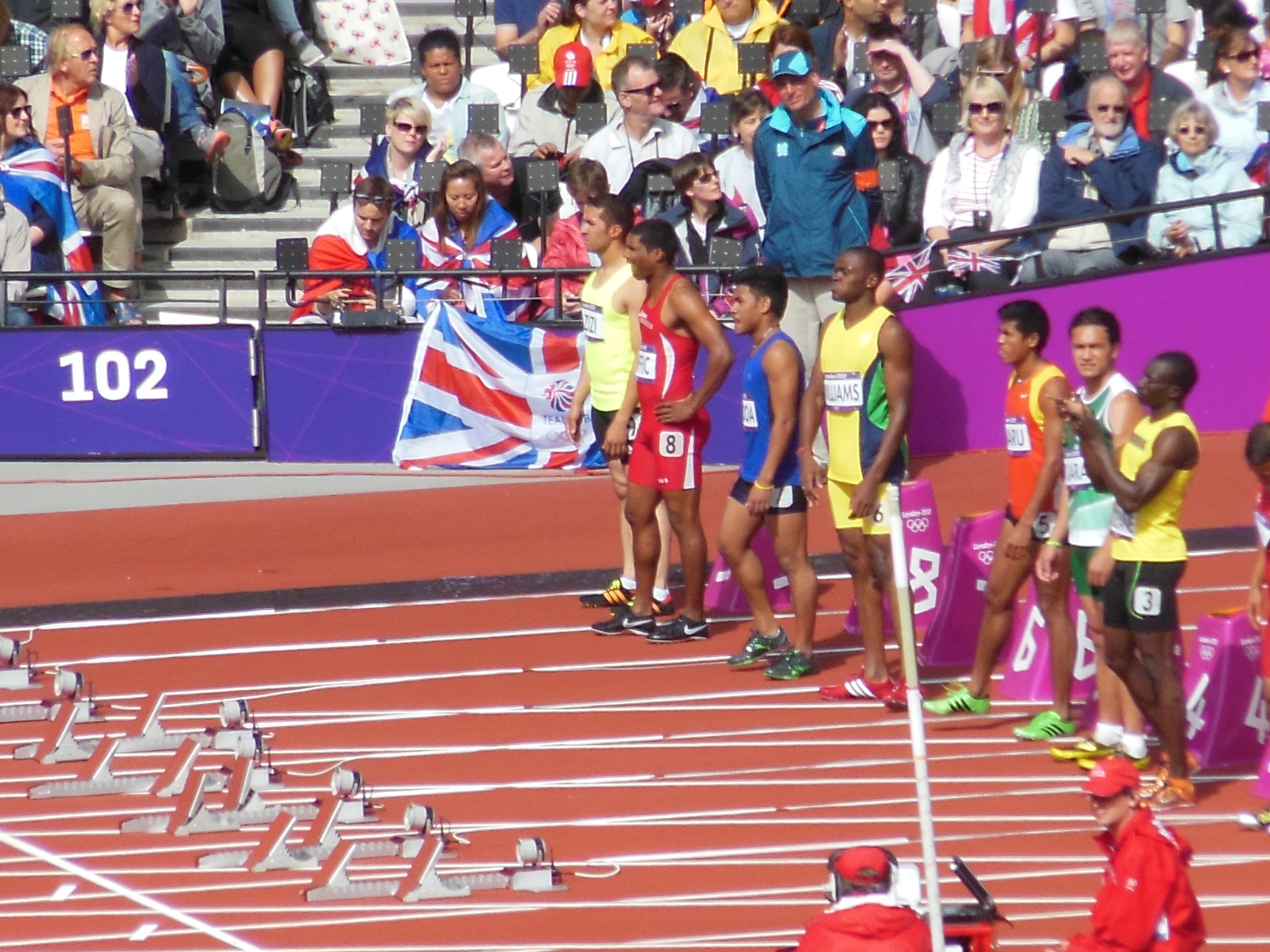
Startvorbereitung zum vierten Lauf
v. r. n. l.: Chouhal, Kobénané, Tuara, Tharu, Williams, Takooa, Coiffic, Azizi

4. August 2012, 10.24 Uhr

Wind: +0,5 m/s
| Platz | Name              | Nation                         | Zeit (s) |
| ----- | ----------------- | ------------------------------ | -------- |
| 1     | Gérard Kobéané    | Burkina Faso                   | 10,42    |
| 2     | Fabrice Coiffic   | Mauritius                      | 10,62    |
| 3     | Courtney Williams | St. Vincent und die Grenadinen | 10,80    |
| 4     | Rachid Chouhal    | Malta                          | 10,83    |
| 5     | Tilak Ram Tharu   | Nepal                          | 10,85    |
| 6     | Massoud Azizi     | Afghanistan                    | 11,19    |
| 7     | Nooa Takooa       | Kiribati                       | 11,53    |
| 8     | Patrick Tuara     | Cookinseln                     | 11,72    |

## Vorläufe
Es wurden sieben Vorläufe durchgeführt. Für das Halbfinale qualifizierten sich pro Lauf die ersten drei Athleten (hellblau unterlegt). Darüber hinaus kamen die drei Zeitschnellsten, die sogenannten Lucky Loser (hellgrün unterlegt), weiter.
Die meisten der Favoriten hielten sich in den Vorläufen kräftesparend zurück. So ergab sich für die Qualifikation zum Halbfinale als langsamste Zeit 10,23 s.
Mit 9,88 s lief Ryan Bailey aus den USA die schnellste Zeit aller Vorläufe (Vorlauf drei). In diesem Vorlauf wurden zudem zwei Landesrekorde aufgestellt. Ben Youssef Meïté lief mit 10,06 s neuen Rekord für die Elfenbeinküste, Suwaibou Sanneh mit 10,21 s neuen gambischen Rekord. Beide Athleten konnten sich mit ihrer Leistung für das Halbfinale qualifizieren.
Kim Collins, Überraschungsweltmeister von 2003 und Flaggenträger bei der Eröffnungsfeier für St. Kitts und Nevis, wurde von seinem Verband wegen Verlassens des olympischen Dorfes gesperrt.

### Vorlauf 1

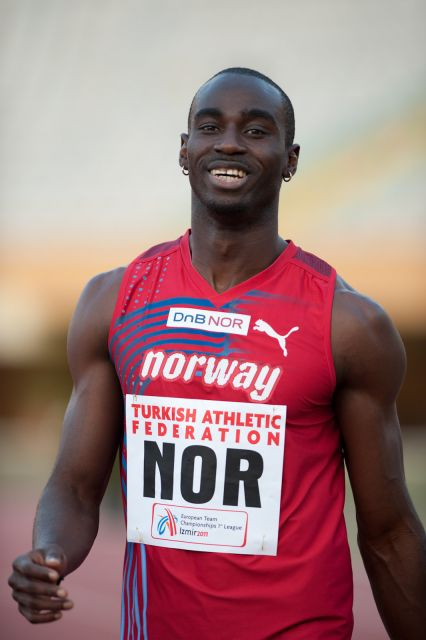
Jaysuma Saidy Ndure – ausgeschieden als Dritter des ersten Vorlaufs

4. August 2012, 12:30 Uhr

Wind: −1,4 m/s
| Platz | Name                  | Nation              | Zeit (s) | Anmerkung                                  |
| ----- | --------------------- | ------------------- | -------- | ------------------------------------------ |
| 1     | Richard Thompson      | Trinidad und Tobago | 10,14    |                                            |
| 2     | Gerald Phiri          | Sambia              | 10,16    |                                            |
| 3     | Jaysuma Saidy Ndure   | Norwegen            | 10,28    | eigentlich für das Halbfinale qualifiziert |
| 4     | Ángel David Rodríguez | Spanien             | 10,34    |                                            |
| 5     | Jurgen Themen         | Suriname            | 10,53    |                                            |
| 6     | Isidro Montoya        | Kolumbien           | 10,54    |                                            |
| 7     | Gary Yeo Foo Ee       | Singapur            | 10,69    |                                            |
| DSQ   | Tyson Gay             | USA                 |          | 2015 disqualifiziert wegen Dopings         |

### Vorlauf 2

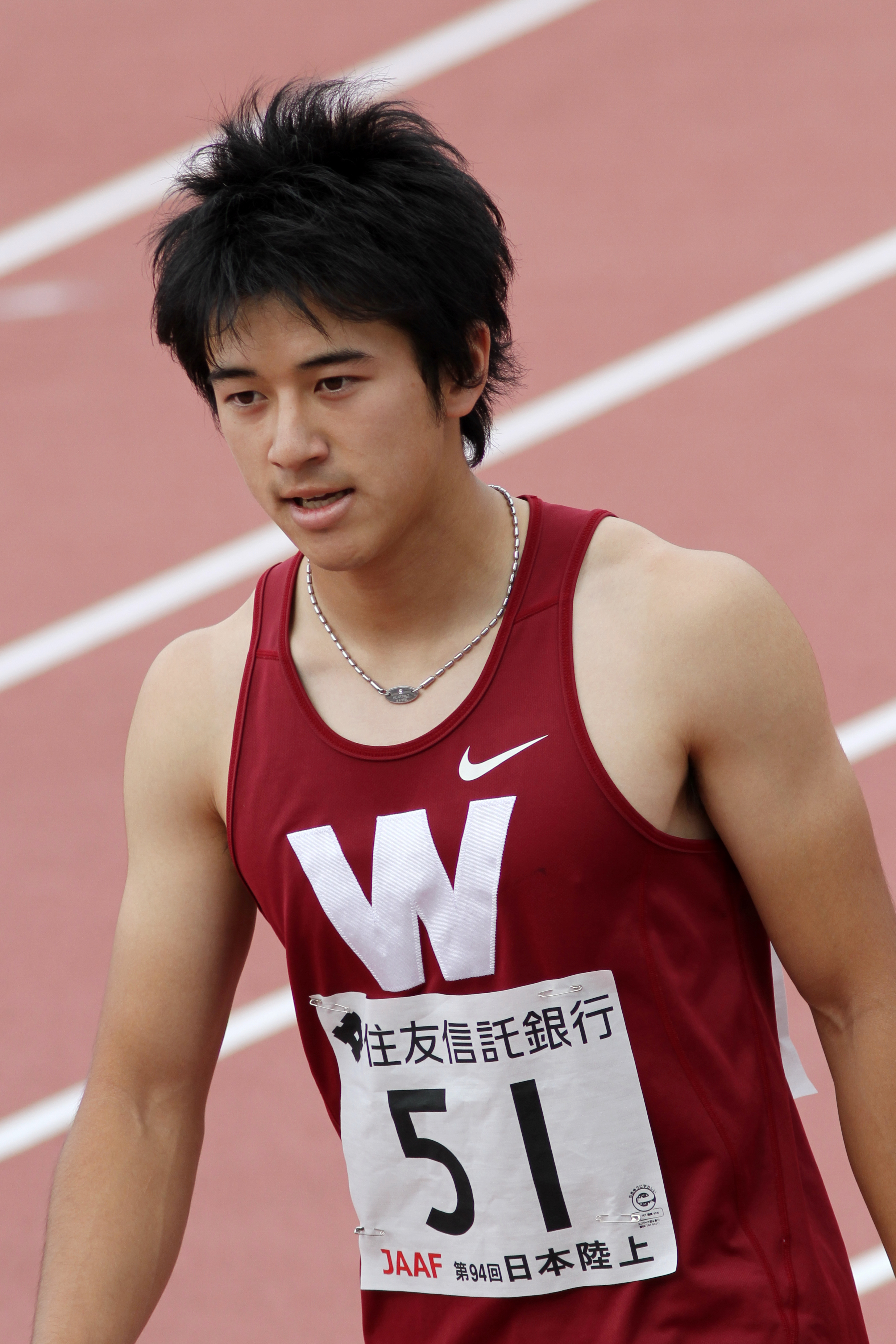
Masashi Eriguchi – ausgeschieden als Sechster des zweiten Vorlaufs
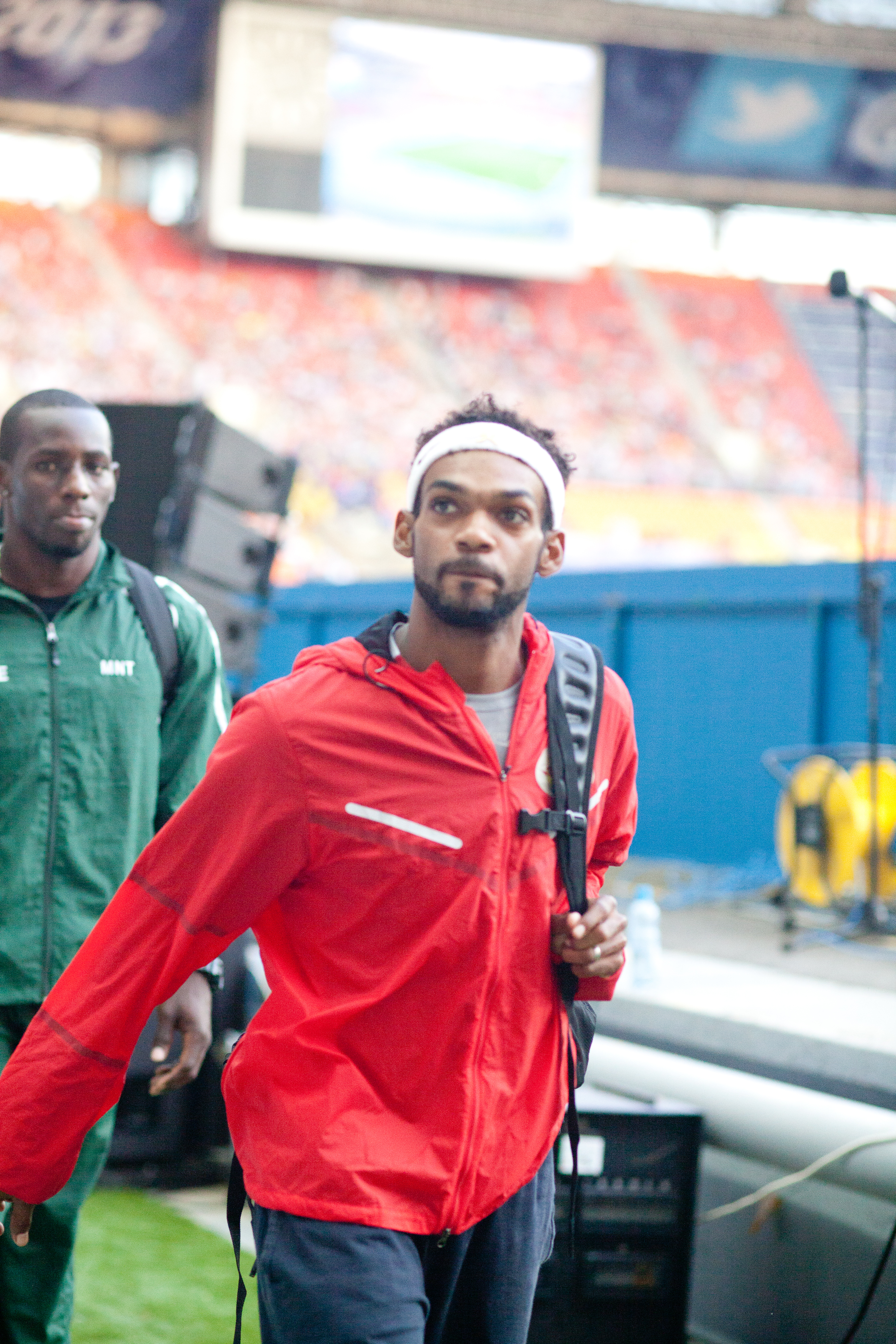
Barakat al-Harthi – ausgeschieden als Siebter des zweiten Vorlaufs

4. August 2012, 12:38 Uhr

Wind: +0,7 m/s
| Platz | Name              | Nation              | Zeit (s) |
| ----- | ----------------- | ------------------- | -------- |
| 1     | Justin Gatlin     | USA                 | 09,97    |
| 2     | Derrick Atkins    | Bahamas             | 10,22    |
| 3     | Rondel Sorrillo   | Trinidad und Tobago | 10,23    |
| 4     | Dariusz Kuć       | Polen               | 10,24    |
| 5     | Nilson André      | Brasilien           | 10,26    |
| 6     | Masashi Eriguchi  | Japan               | 10,30    |
| 7     | Barakat al-Harthi | Oman                | 10,41    |
| 8     | Fernando Lumain   | Indonesien          | 10,90    |

### Vorlauf 3
4. August 2012, 12:46 Uhr

Wind: +1,5 m/s
| Platz | Name              | Nation                       | Zeit (s) | Anmerkung |
| ----- | ----------------- | ---------------------------- | -------- | --------- |
| 1     | Ryan Bailey       | USA                          | 09,88    |           |
| 2     | Ben Youssef Meïté | Elfenbeinküste               | 10,06    | NR        |
| 3     | Justyn Warner     | Kanada                       | 10,09    |           |
| 4     | Kemar Hyman       | Cayman Islands               | 10,16    |           |
| 5     | Suwaibou Sanneh   | Gambia                       | 10,21    | NR        |
| 6     | Rytis Sakalauskas | Litauen                      | 10,29    |           |
| 7     | Béranger Bosse    | Zentralafrikanische Republik | 10,55    |           |
| 8     | Bruno Rojas       | Bolivien                     | 10,65    |           |

### Vorlauf 4

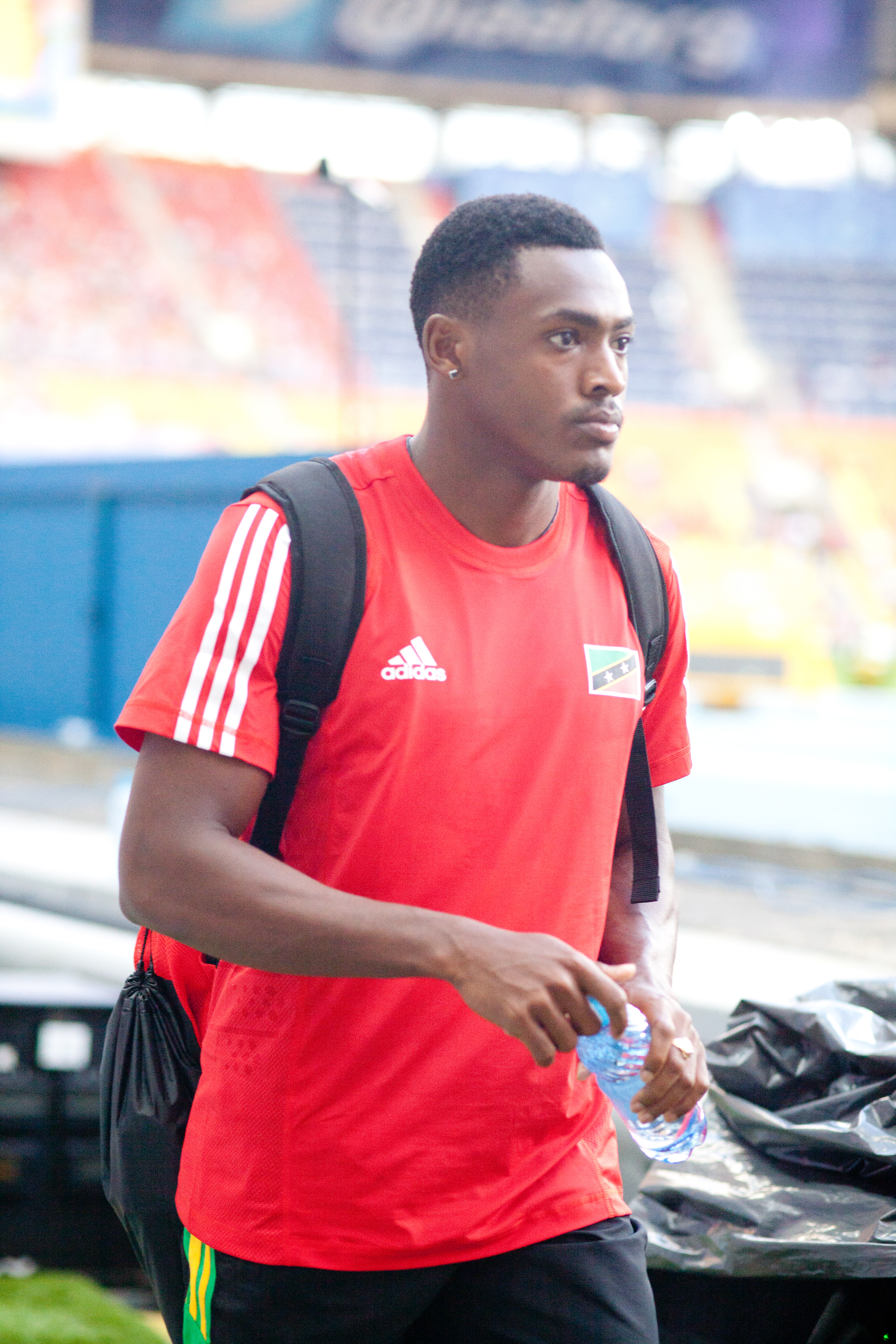
Jason Rogers – ausgeschieden als Fünfter des vierten Vorlaufs
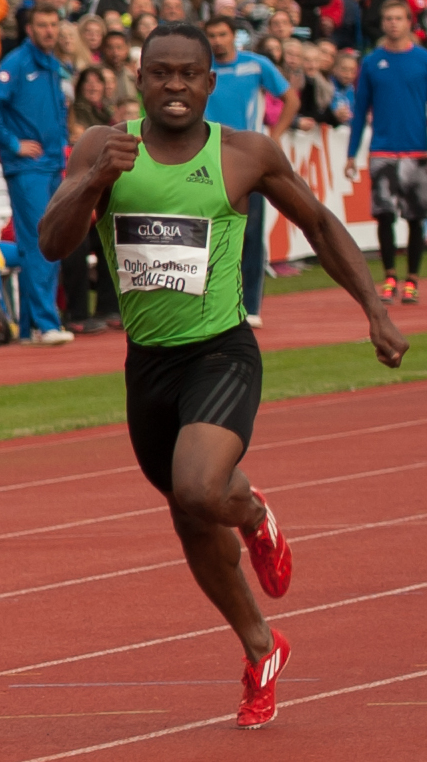
Ogho-Oghene Egwero – ausgeschieden als Sechster des vierten Vorlaufs

4. August 2012, 12:54 Uhr

Wind: +0,4 m/s
| Platz | Name               | Nation              | Zeit (s) | Anmerkung |
| ----- | ------------------ | ------------------- | -------- | --------- |
| 1     | Usain Bolt         | Jamaika             | 10,09    |           |
| 2     | Daniel Bailey      | Antigua und Barbuda | 10,12    |           |
| 3     | James Dasaolu      | Großbritannien      | 10,13    |           |
| 4     | Amru Seoud         | Ägypten             | 10,22    |           |
| 5     | Jason Rogers       | St. Kitts und Nevis | 10,30    |           |
| 6     | Ogho-Oghene Egwero | Nigeria             | 10,38    |           |
| 7     | Holder da Silva    | Guinea-Bissau       | 10,71    |           |
| DNF   | Idrissa Adam       | Kamerun             |          |           |

### Vorlauf 5

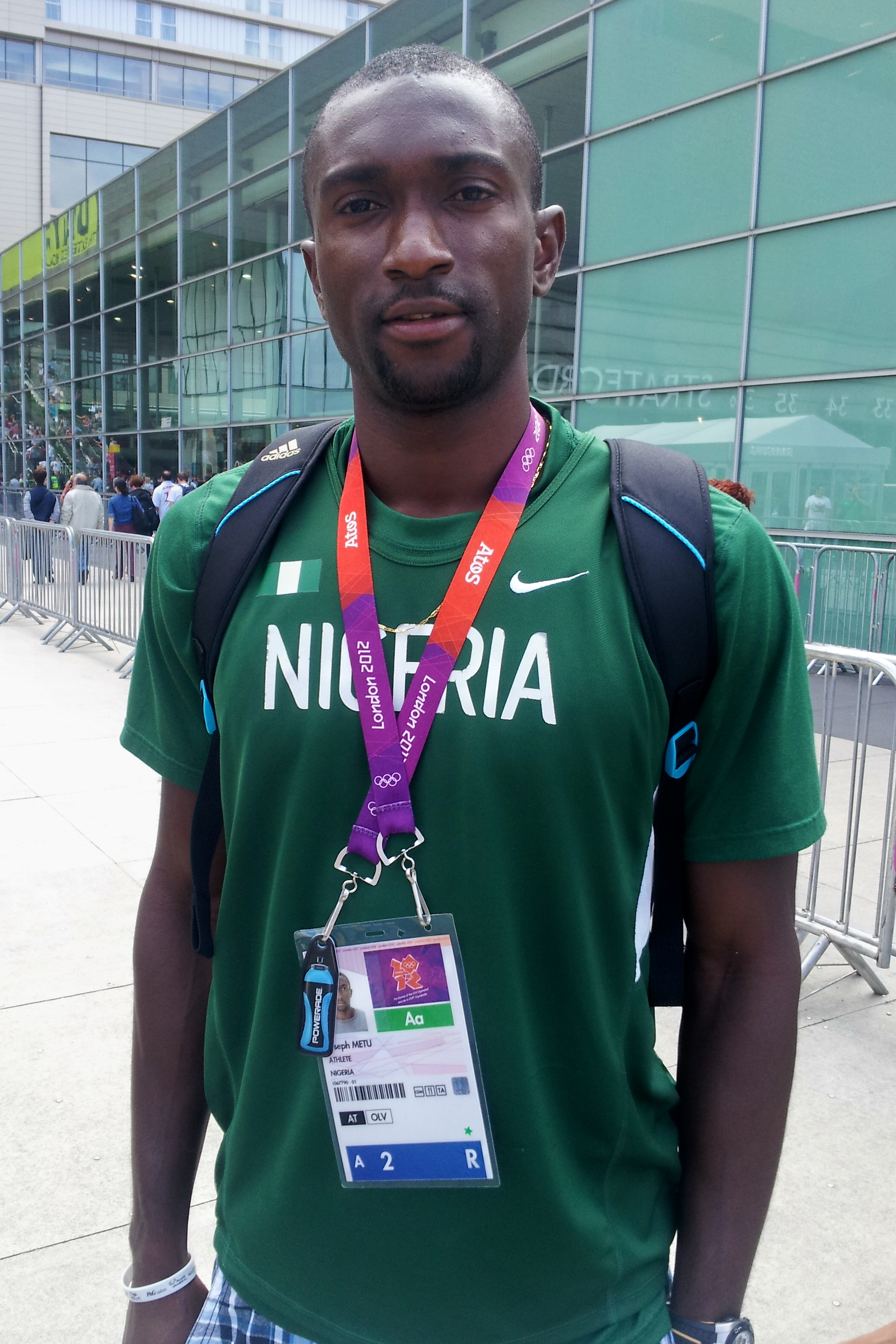
Obinna Metu – ausgeschieden als Fünfter des fünften Vorlaufs
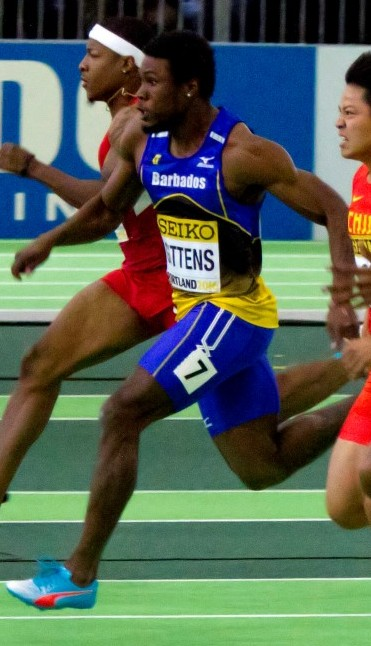
Ramon Gittens – ausgeschieden als Sechster des fünften Vorlaufs

4. August 2012, 13:02 Uhr

Wind: 0,0 m/s
| Platz | Name                     | Nation         | Zeit (s) |
| ----- | ------------------------ | -------------- | -------- |
| 1     | Asafa Powell             | Jamaika        | 10,04    |
| 2     | Adam Gemili              | Großbritannien | 10,11    |
| 3     | Churandy Martina         | Niederlande    | 10,20    |
| 4     | Reza Ghasemi             | Iran           | 10,31    |
| 5     | Obinna Metu              | Nigeria        | 10,35    |
| 6     | Ramon Gittens            | Barbados       | 10,35    |
| 7     | Paul Williams            | Grenada        | 10,65    |
| 8     | Devilert Arsene Kimbembe | Republik Kongo | 10,94    |

### Vorlauf 6
4. August 2012, 13:10 Uhr

Wind: +1,3 m/s
| Platz | Name           | Nation              | Zeit (s) |
| ----- | -------------- | ------------------- | -------- |
| 1     | Yohan Blake    | Jamaika             | 10,00    |
| 2     | Ryōta Yamagata | Japan               | 10,07    |
| 3     | Su Bingtian    | Volksrepublik China | 10,19    |
| 4     | Antoine Adams  | St. Kitts und Nevis | 10,22    |
| 5     | Peter Emelieze | Nigeria             | 10,22    |
| 6     | Jeremy Bascom  | Guyana              | 10,31    |
| 7     | Marek Niit     | Estland             | 10,40    |
| 8     | Azneem Ahmed   | Malediven           | 10,84    |

### Vorlauf 7
4. August 2012, 13:18 Uhr

Wind: +2,0 m/s
| Platz | Name            | Nation              | Zeit (s) |
| ----- | --------------- | ------------------- | -------- |
| 1     | Dwain Chambers  | Großbritannien      | 10,02    |
| 2     | Jimmy Vicaut    | Frankreich          | 10,11    |
| 3     | Keston Bledman  | Trinidad und Tobago | 10,13    |
| 4     | Warren Fraser   | Bahamas             | 10,27    |
| 5     | Miguel López    | Puerto Rico         | 10,31    |
| 6     | Gérard Kobéané  | Burkina Faso        | 10,48    |
| 7     | Fabrice Coiffic | Mauritius           | 10,59    |

## Halbfinale
In den drei Halbfinalläufen qualifizierten sich pro Lauf die ersten zwei Athleten (hellblau unterlegt) für das Finale. Darüber hinaus kamen die zwei Zeitschnellsten, die sogenannten Lucky Loser (hellgrün unterlegt), weiter.
Mit 9,82 s erzielte Justin Gatlin in Lauf eins die schnellste jemals in einem olympischen Halbfinale gelaufene Zeit.
Sieben der acht für das Finale qualifizierten Läufer erreichten eine Zeit unter zehn Sekunden. Die 10,02 s von Richard Thompson war die langsamste Zeit, die zur Qualifikation für das Finale reichte.
In Lauf eins wurden zwei nationale Rekorde verbessert. Churandy Martina lief mit 9,91 s neuen niederländischen Rekord und qualifizierte sich damit fürs Finale. Suwaibou Sanneh verbesserte den gambischen Rekord zum zweiten Mal in diesem Wettkampf (10,18 s), schied jedoch aus. In Lauf drei trat Kemar Hyman nicht an.

### Lauf 1
5. August 2012, 19:45 Uhr

Wind: +0,7 m/s
| Platz | Name              | Nation              | Zeit (s) | Anmerkung |
| ----- | ----------------- | ------------------- | -------- | --------- |
| 1     | Justin Gatlin     | USA                 | 09,82    |           |
| 2     | Churandy Martina  | Niederlande         | 09,91    | NR        |
| 3     | Asafa Powell      | Jamaika             | 09,94    |           |
| 4     | Keston Bledman    | Trinidad und Tobago | 10,04    |           |
| 5     | Ben Youssef Meïté | Elfenbeinküste      | 10,13    |           |
| 6     | Jimmy Vicaut      | Frankreich          | 10,16    |           |
| 7     | James Dasaolu     | Großbritannien      | 10,18    |           |
| 8     | Suwaibou Sanneh   | Gambia              | 10,18    | NR        |

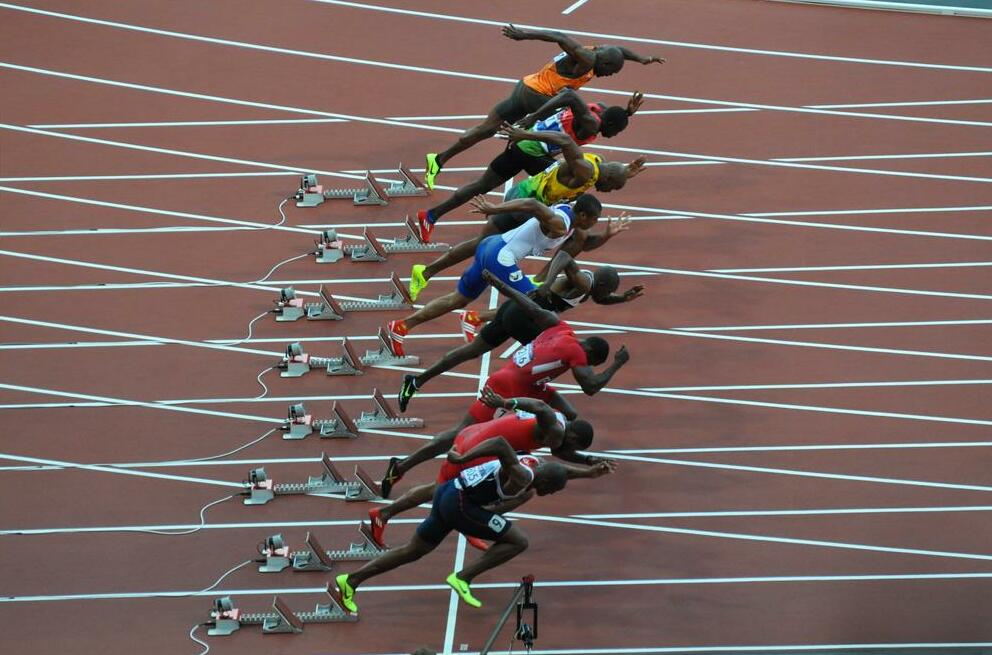
Start des ersten Halbfinals (v. o. n. u.):
Martina, Sanneh, Powell, Vicaut, Meité, Gatlin, Bledman, Dasaolu

Im ersten Halbfinale ausgeschiedene Sprinter:

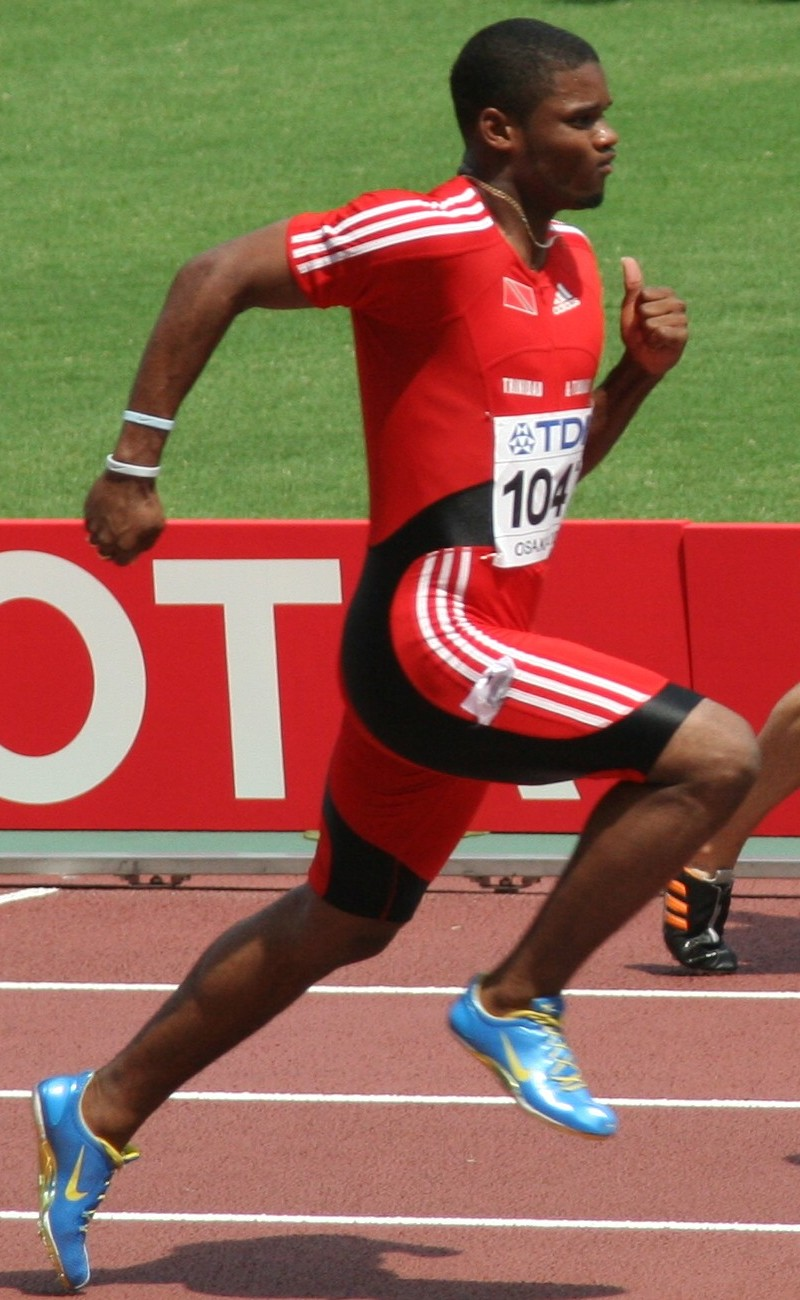
Keston Bledman – Rang
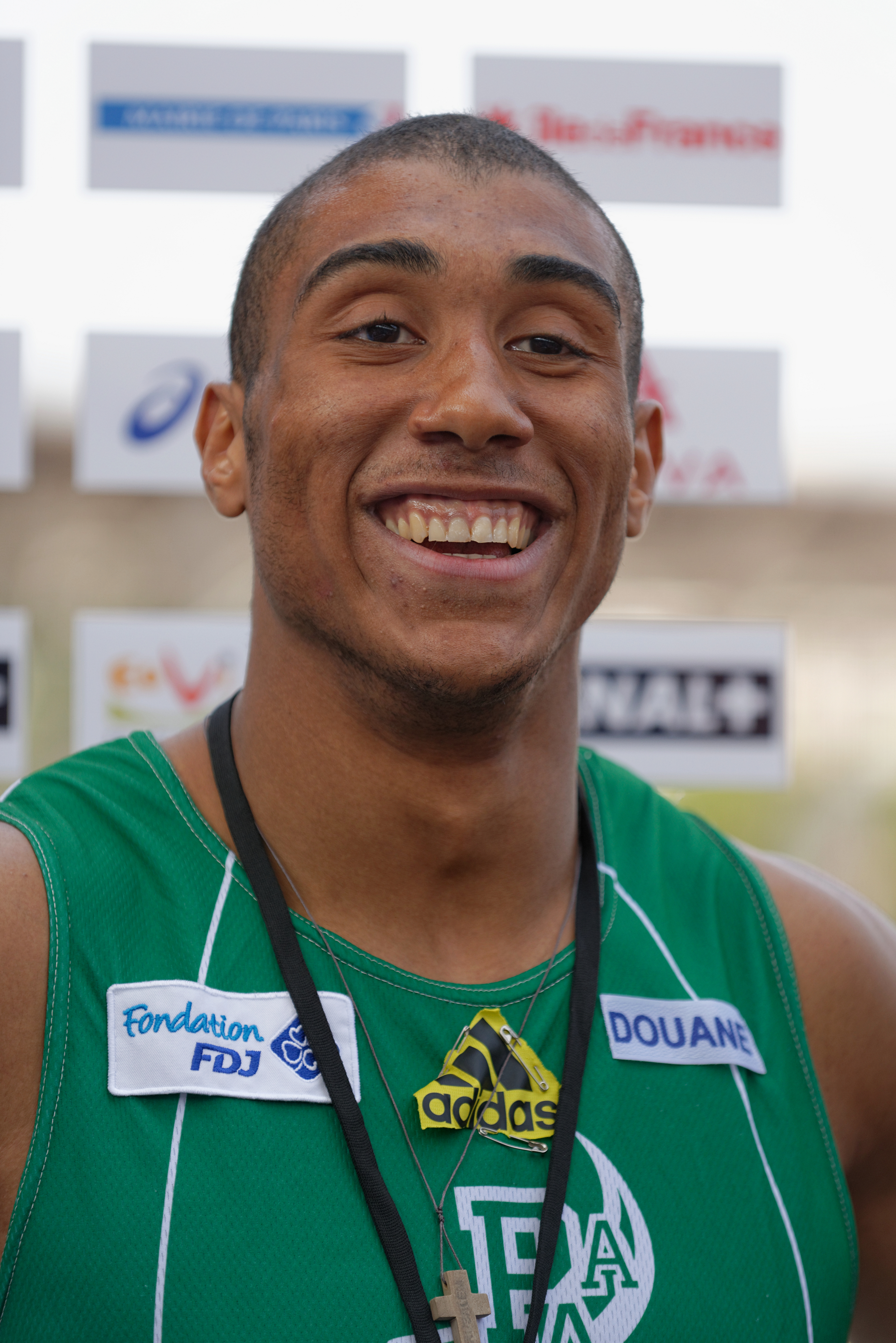
Jimmy Vicaut – Rang sechs
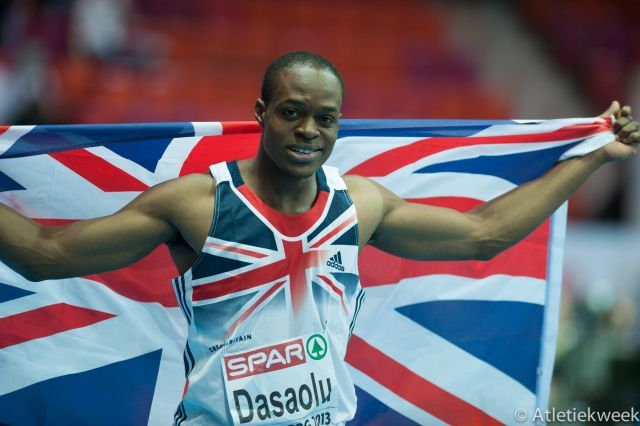
James Dasaolu – Rang sieben

### Lauf 2
5. August 2012, 19:53 Uhr

Wind: +1,0 m/s
| Platz | Name             | Nation              | Zeit (s) |
| ----- | ---------------- | ------------------- | -------- |
| 1     | Usain Bolt       | Jamaika             | 09,87    |
| 2     | Ryan Bailey      | USA                 | 09,96    |
| 3     | Richard Thompson | Trinidad und Tobago | 10,02    |
| 4     | Dwain Chambers   | Großbritannien      | 10,05    |
| 5     | Gerald Phiri     | Sambia              | 10,11    |
| 6     | Daniel Bailey    | Antigua und Barbuda | 10,16    |
| 7     | Antoine Adams    | St. Kitts und Nevis | 10,27    |
| 8     | Su Bingtian      | Volksrepublik China | 10,28    |

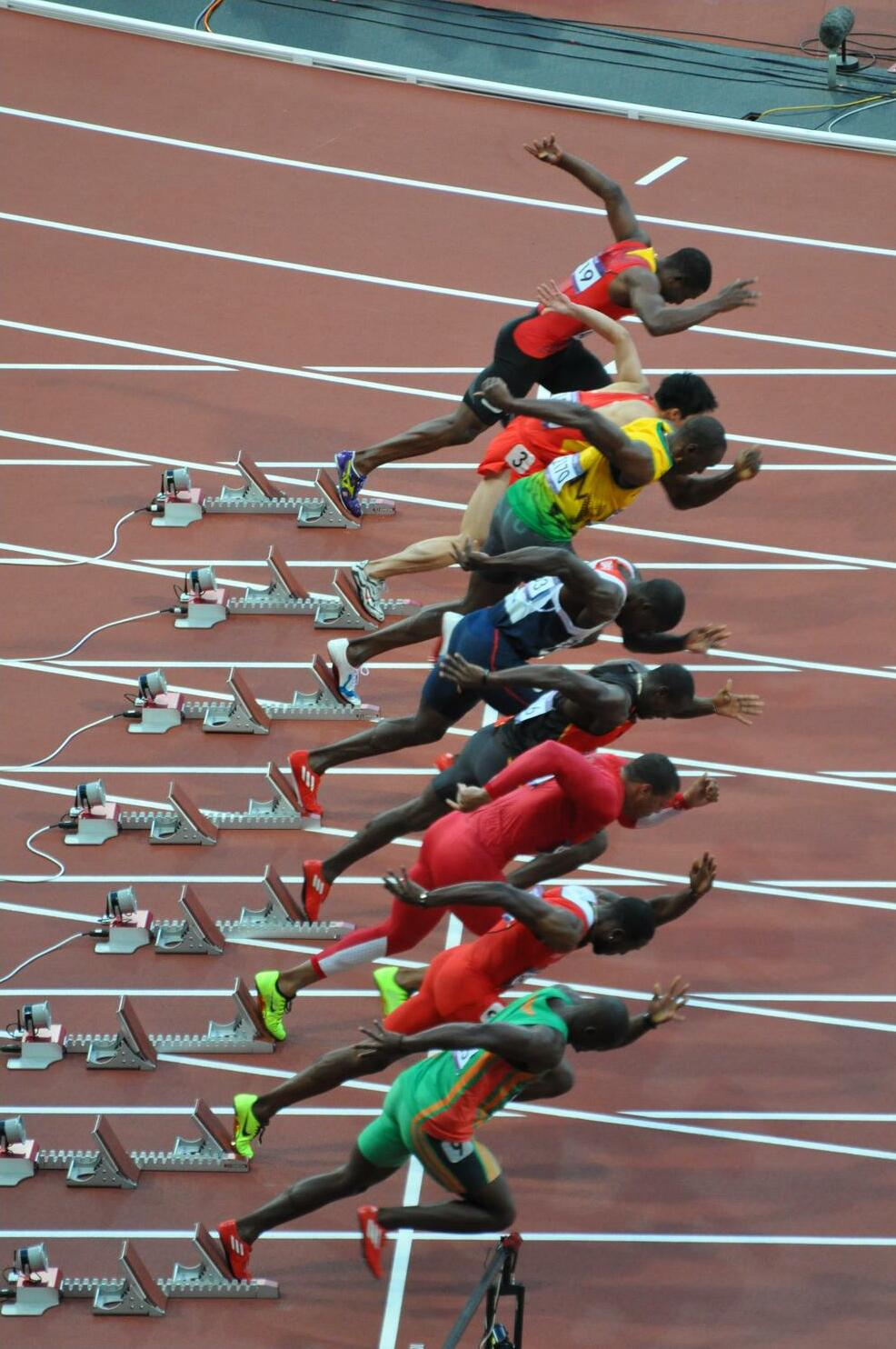
Start des zweiten Halbfinals (v. o. n. u.):
Adams, Su, Bolt, Chambers, Daniel Bailey, Ryan Bailey, Thompson, Phiri

Im zweiten Halbfinale ausgeschiedene Sprinter:

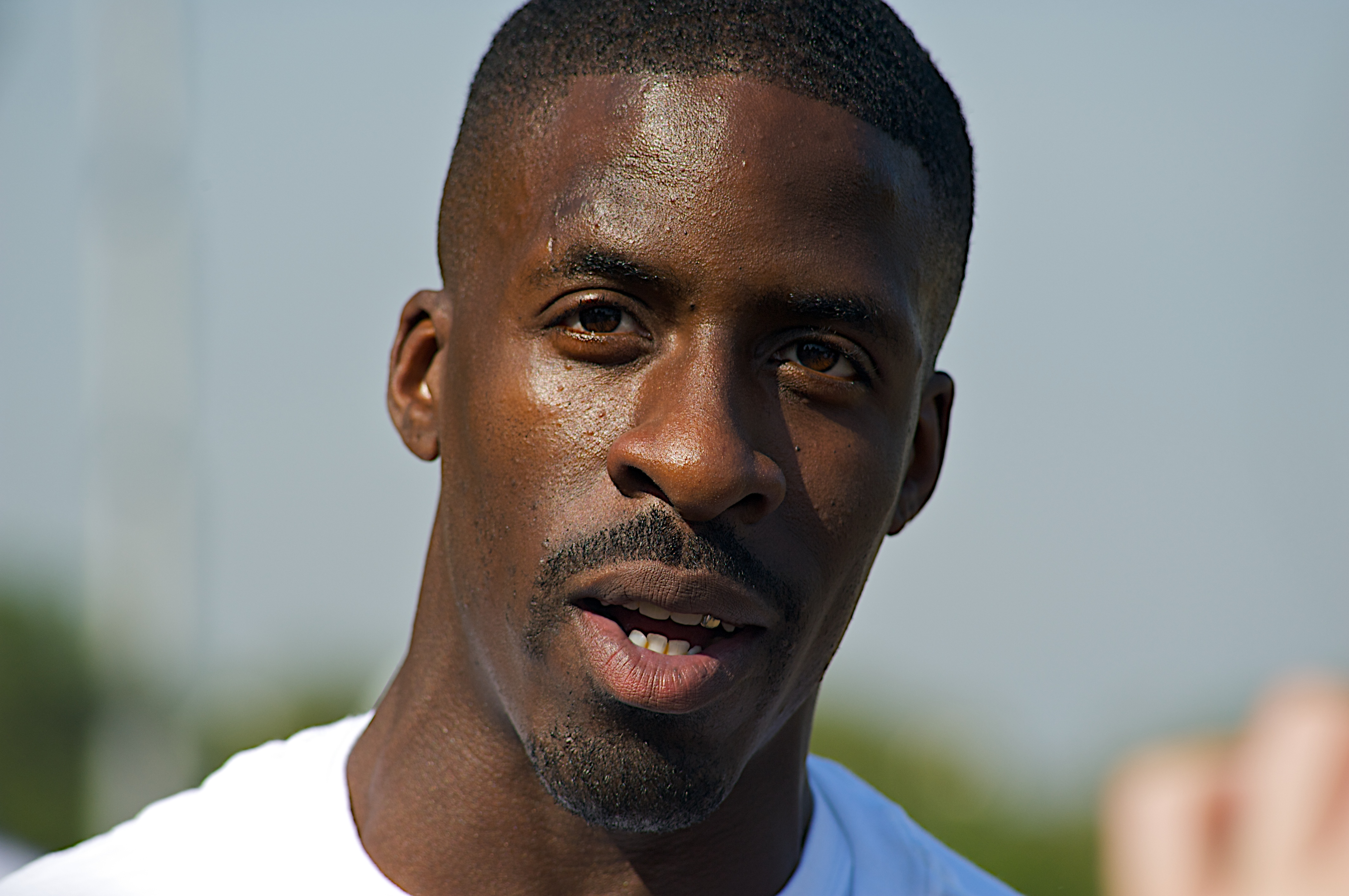
Dwain Chambers – Rang vier
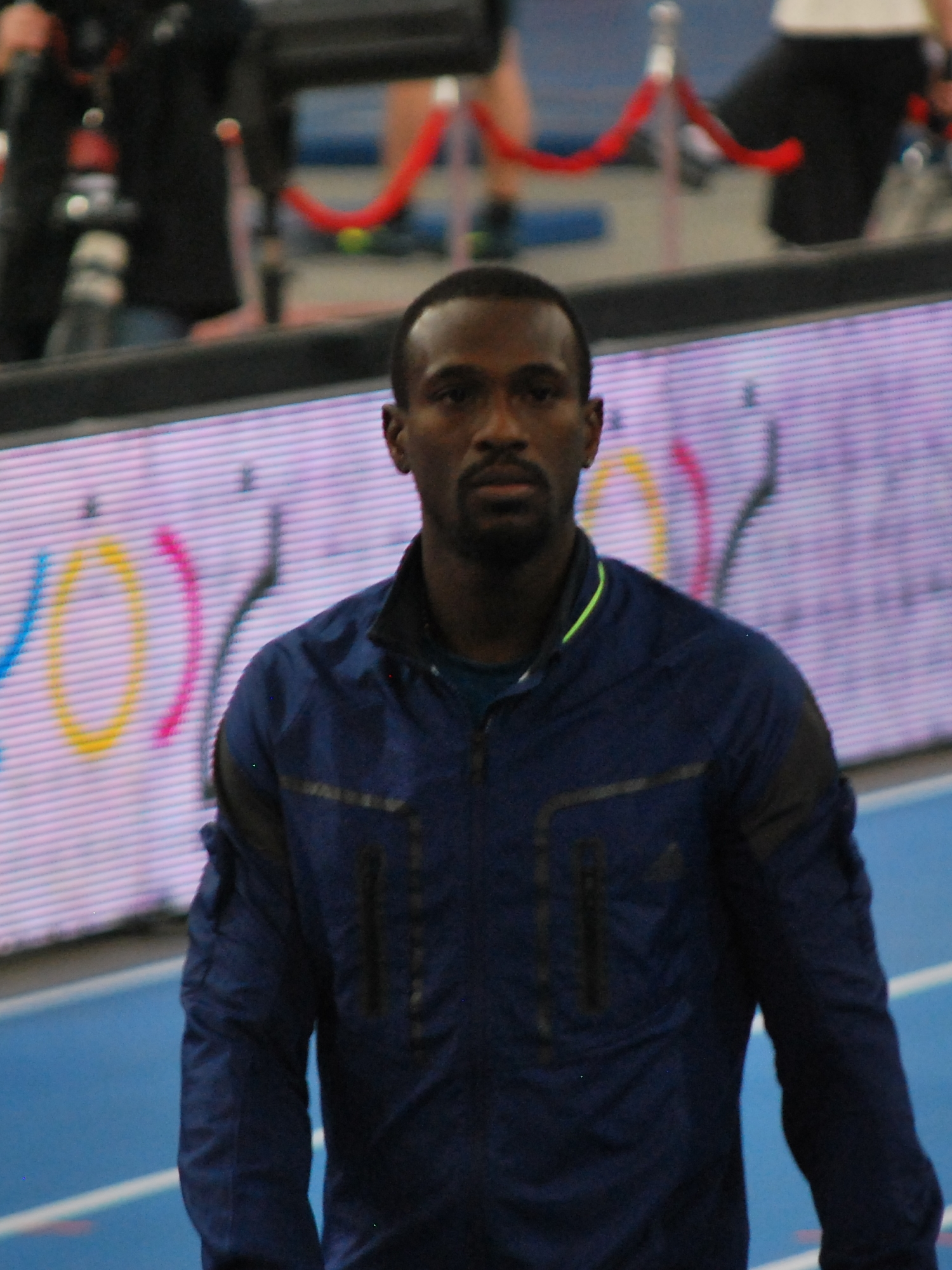
Daniel Bailey – Rang sechs
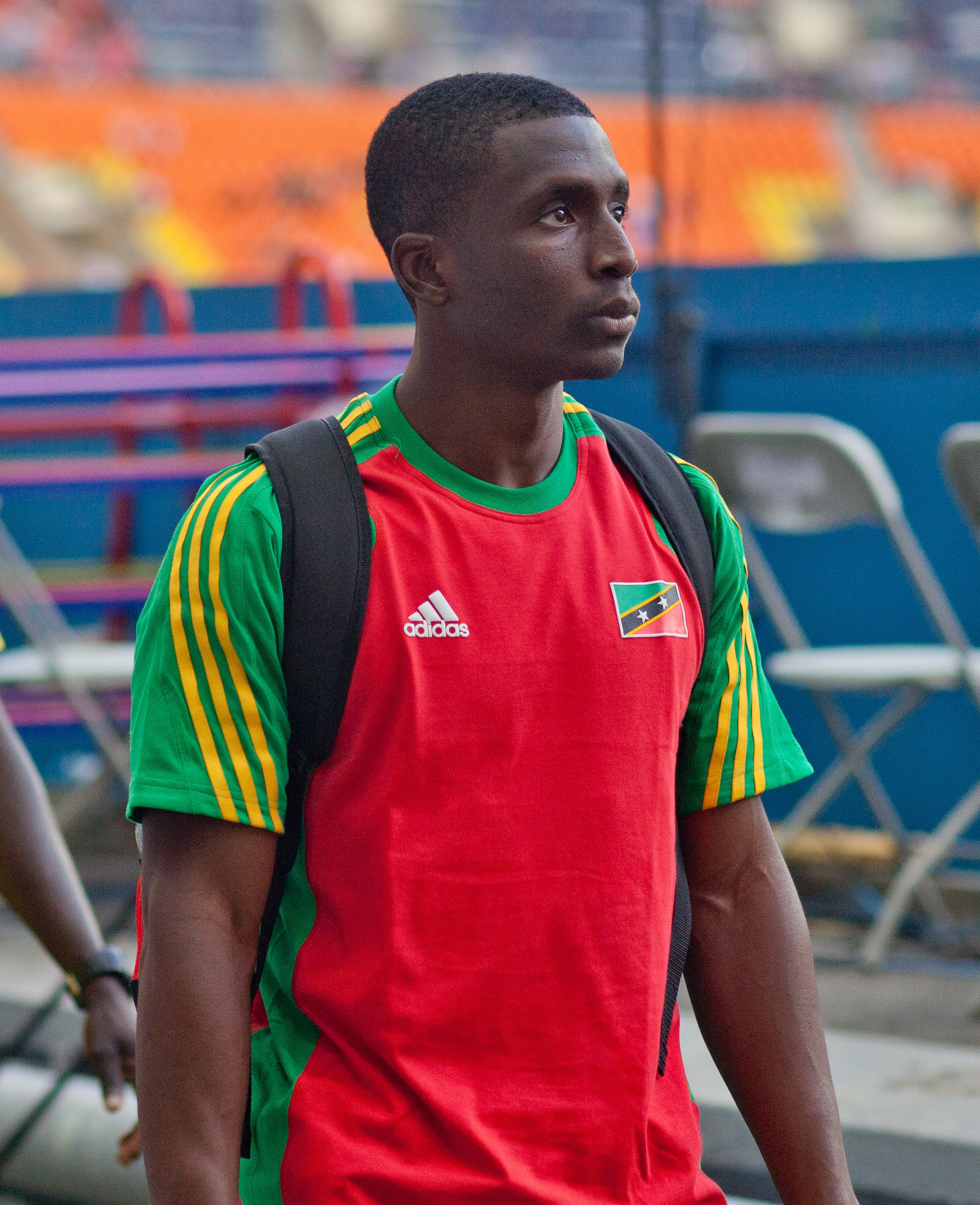
Antoine Adams – Rang sieben
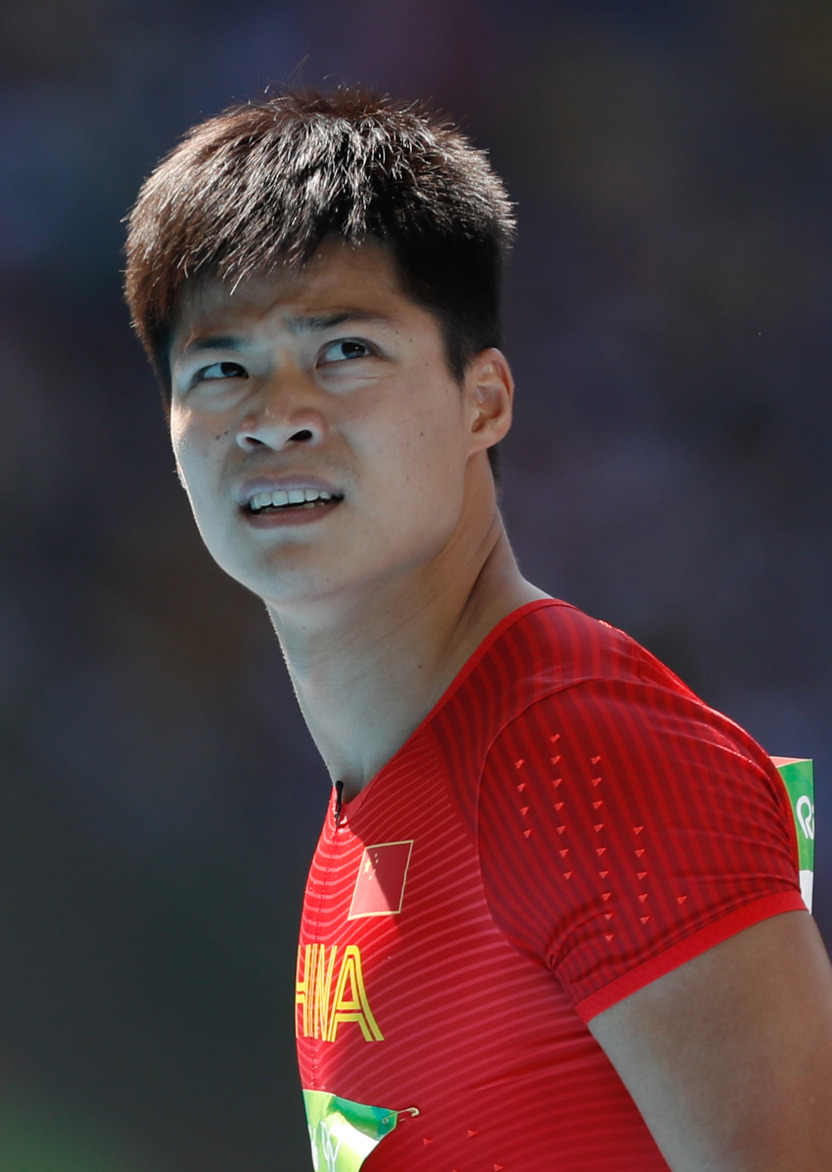
Su Bingtian – Rang acht

### Lauf 3
5. August 2012, 20:01 Uhr

Wind: +1,7 m/s
| Platz | Name            | Nation              | Zeit (s) | Anmerkung                               |
| ----- | --------------- | ------------------- | -------- | --------------------------------------- |
| 1     | Yohan Blake     | Jamaika             | 09,85    |                                         |
| 3     | Adam Gemili     | Großbritannien      | 10,06    | eigentlich für das Finale qualifiziert  |
| 4     | Derrick Atkins  | Bahamas             | 10,08    |                                         |
| 5     | Justyn Warner   | Kanada              | 10,09    |                                         |
| 6     | Ryōta Yamagata  | Japan               | 10,10    |                                         |
| 7     | Rondel Sorrillo | Trinidad und Tobago | 10,31    |                                         |
| DNS   | Kemar Hyman     | Cayman Islands      |          |                                         |
| DSQ   | Tyson Gay       | USA                 |          | im Finale dabei, später disqualifiziert |

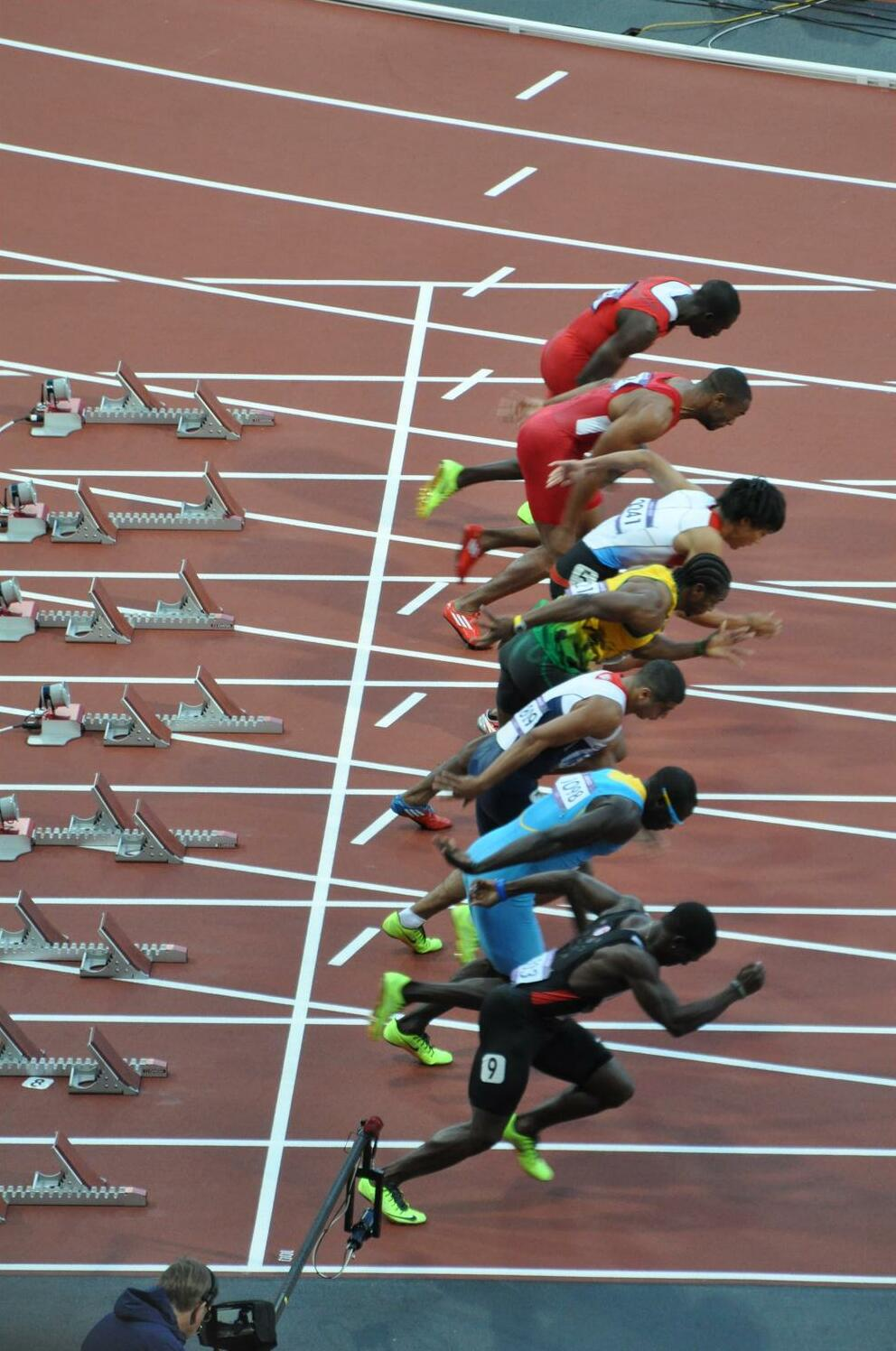
Start des dritten Halbfinals (v. o. n. u.):
Hyman, Sorrillo, Gay, Yamagata, Blake, Gemili, Atkins, Warner

Im dritten Halbfinale ausgeschiedene Sprinter:

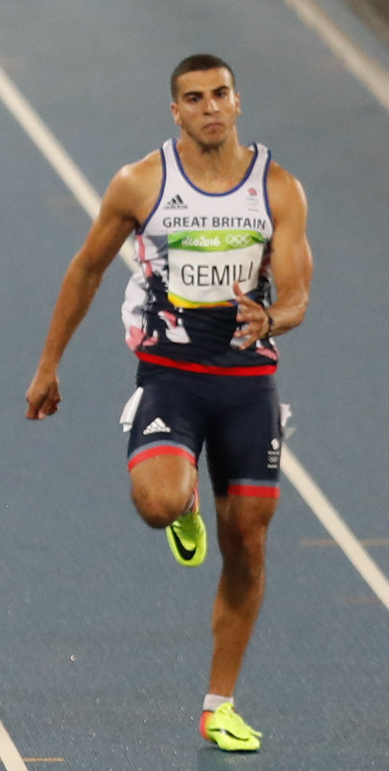
Adam Gemili – Rang drei
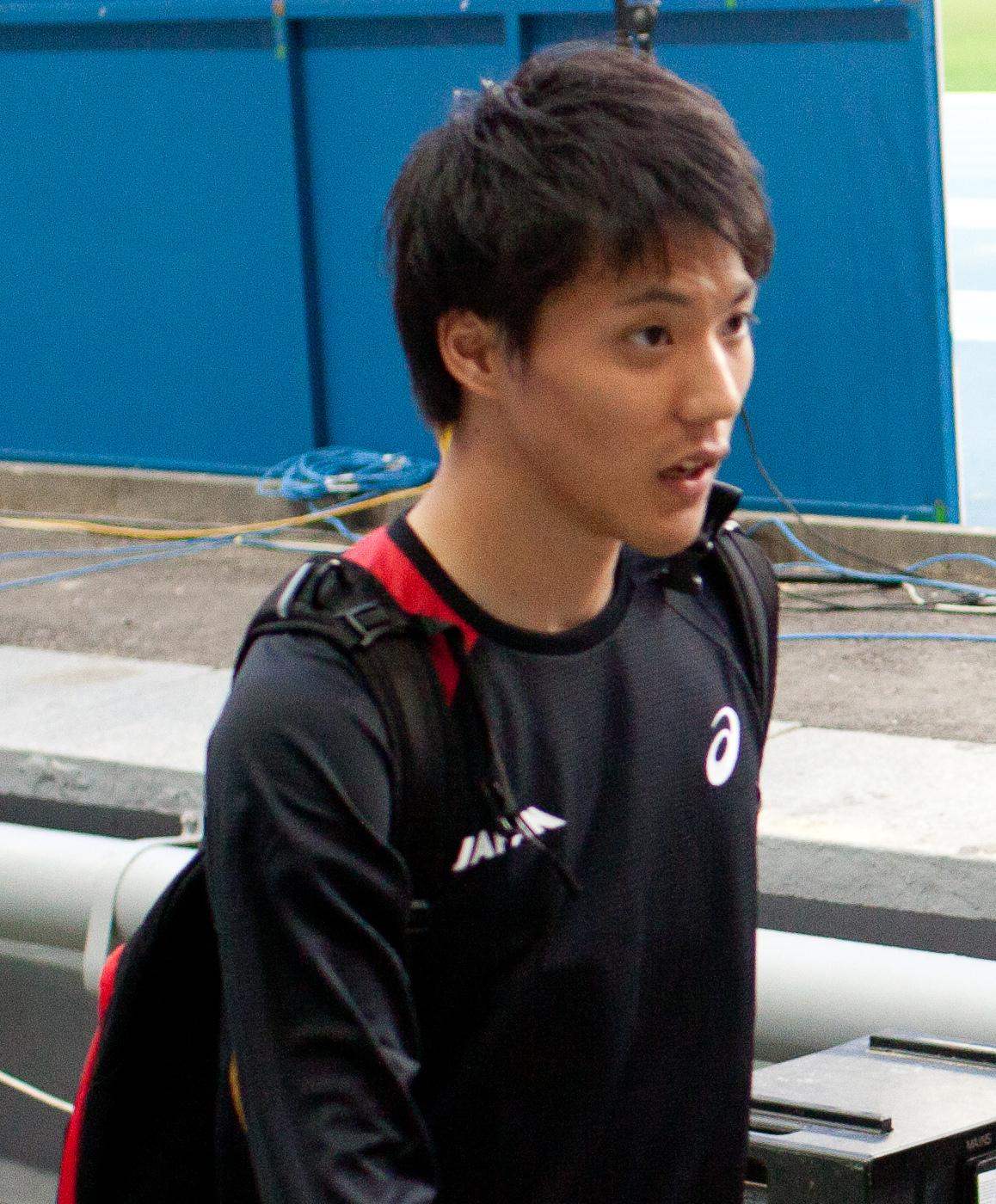
Ryōta Yamagata – Rang sechs
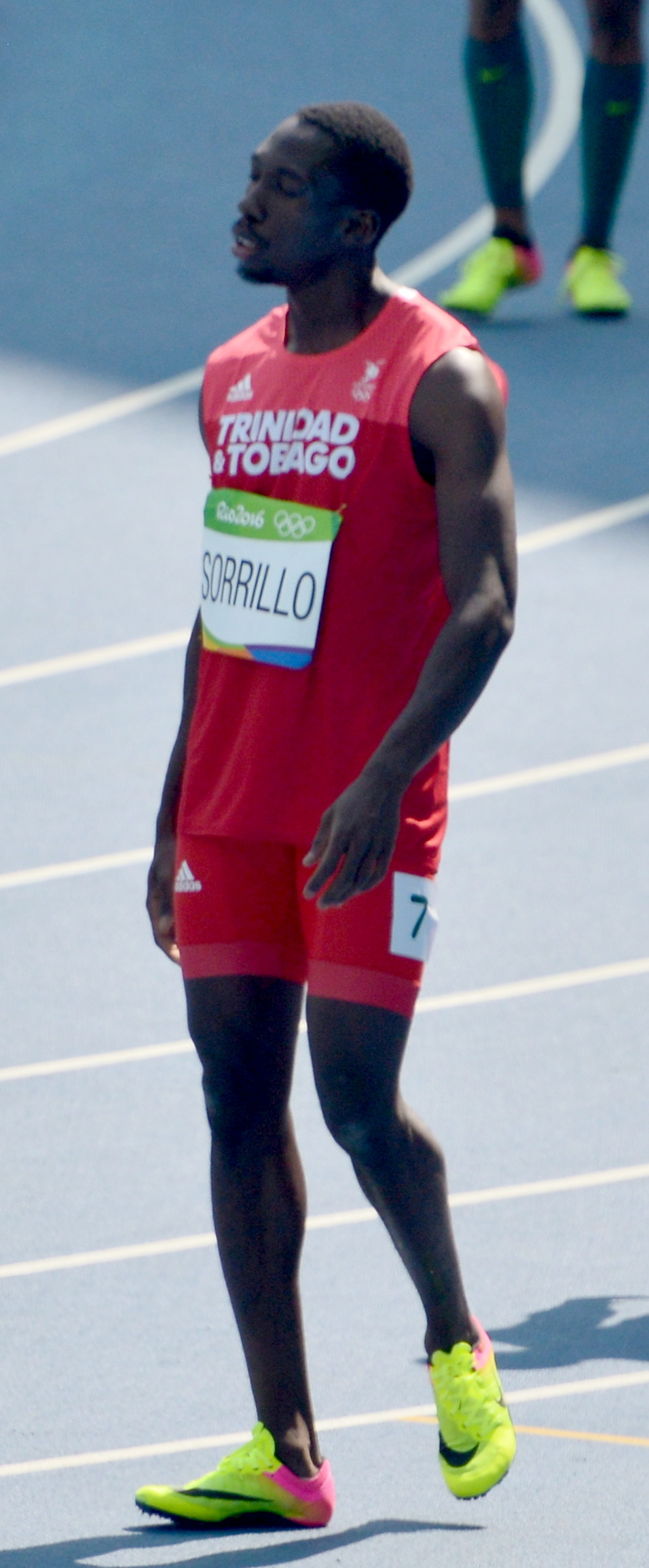
Rondel Sorrillo – Rang sieben

## Finale
5. August 2012, 21:50 Uhr

Wind: +1,5 m/s
| Platz | Name             | Nation              | Zeit (s) | Anmerkung |
| ----- | ---------------- | ------------------- | -------- | --------- |
| 1     | Usain Bolt       | Jamaika             | 09,63    | OR        |
| 2     | Yohan Blake      | Jamaika             | 09,75    |           |
| 3     | Justin Gatlin    | USA                 | 09,79    |           |
| 4     | Ryan Bailey      | USA                 | 09,88    |           |
| 5     | Churandy Martina | Niederlande         | 09,94    |           |
| 6     | Richard Thompson | Trinidad und Tobago | 09,98    |           |
| 7     | Asafa Powell     | Jamaika             | 11,99    |           |
| DSQ   | Tyson Gay        | USA                 |          |           |

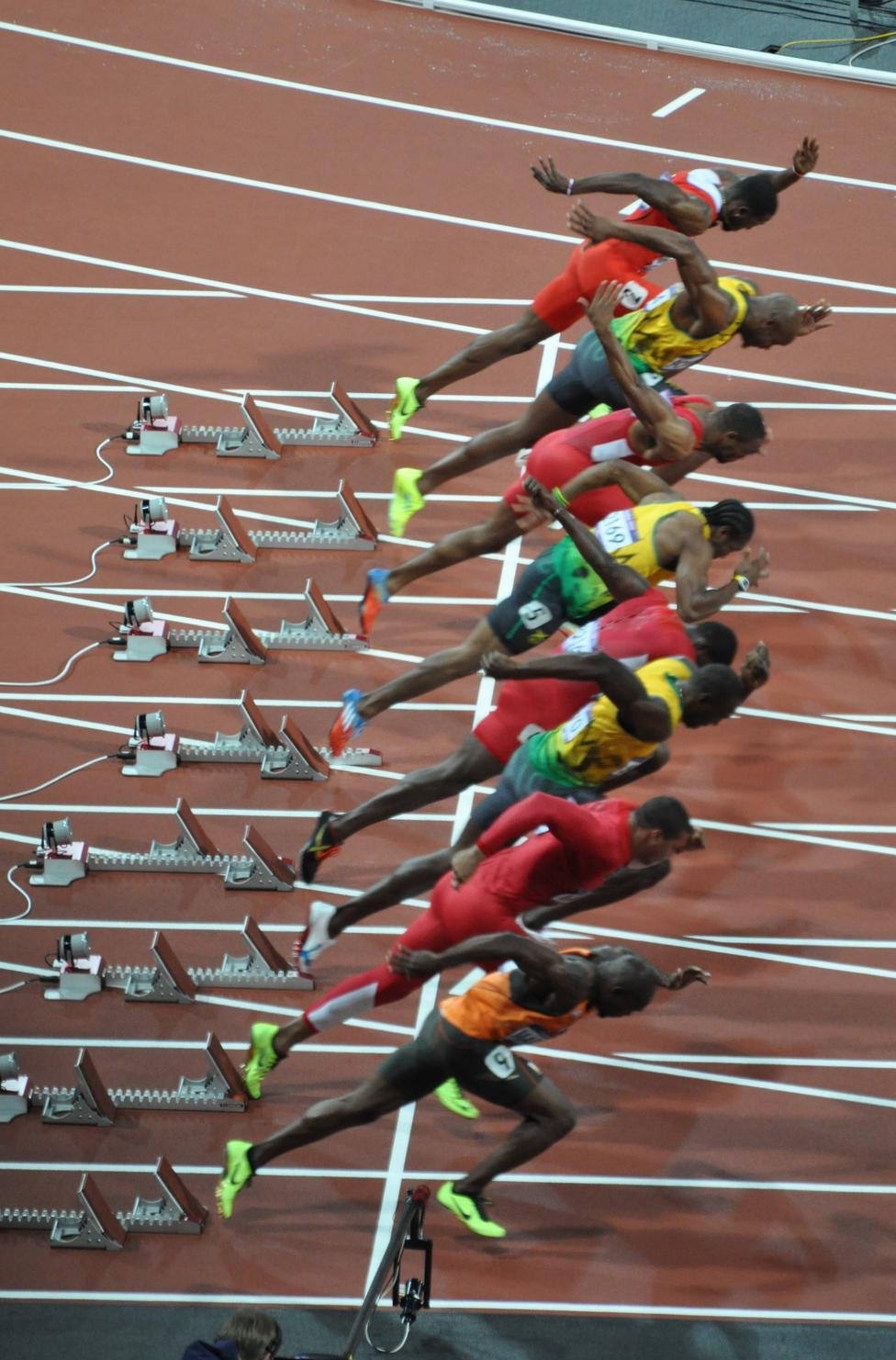
Start des Finales (v. o. n. u.):
Richard Thompson, Asafa Powell, Tyson Gay, Yohan Blake, Justin Gatlin, Usain Bolt, Ryan Bailey, Churandy Martina

Für das Finale hatten sich alle drei US-Amerikaner und alle drei Jamaikaner qualifiziert. Hinzu kamen je ein Teilnehmer aus den Niederlanden und aus Trinidad und Tobago.
Usain Bolt, der Sieger der Spiele von Peking und Weltmeister von 2009, galt als haushoher Favorit für die Goldmedaille. Als seinen gefährlichsten Konkurrenten sah man seinen Landsmann Yohan Blake an, Weltmeister von 2011, der Bolt bei den jamaikanischen Olympiaausscheidungen hatte schlagen können. Der einzige Athlet, der den Jamaikanern den Sieg am ehesten streitig machen konnte, war vielleicht der US-Sprinter Tyson Gay, Doppelweltmeister von 2007 über 100 und 200 Meter, der allerdings wie oben im Abschnitt "Doping" beschrieben als zunächst Viertplatzierter nachträglich disqualifiziert wurde.
Kurz vor dem Startschuss kam es zu einem Zwischenfall. Ein Zuschauer warf eine Bierflasche aus Plastik in Richtung der Läufer. Die zufällig neben ihm stehende niederländische Judoka Edith Bosch hielt den Täter fest, bis die Polizei ihn in Gewahrsam nehmen konnte. Von den Teilnehmern hatte niemand etwas von dem Zwischenfall bemerkt.
Das Finale war das schnellste der olympischen Geschichte bis dahin. Sieger Bolt erreichte mit dem neuen olympischen Rekord von 9,63 s die zweitschnellste jemals gelaufene Zeit über 100 Meter. Der mitfavorisierte Yohan Blake wurde Zweiter und Justin Gatlin gewann die Bronzemedaille. Erstmals blieben alle Medaillengewinner unter 9,80 Sekunden, die ersten Vier unter 9,90 Sekunden. Nur Asafa Powell, der sich bei ca. fünfzig Metern eine Adduktorenverletzung zuzog, benötigte mehr als 10 Sekunden für die Strecke.
Nach dem US-Amerikaner Carl Lewis (1984/1988) war Usain Bolt erst der zweite Athlet, der seinen Olympiasieg über 100 Meter wiederholen konnte. Ein dritter Sieg sollte 2016 für den Jamaikaner noch dazukommen. Für Jamaika war es der erste Doppelsieg in dieser Disziplin.

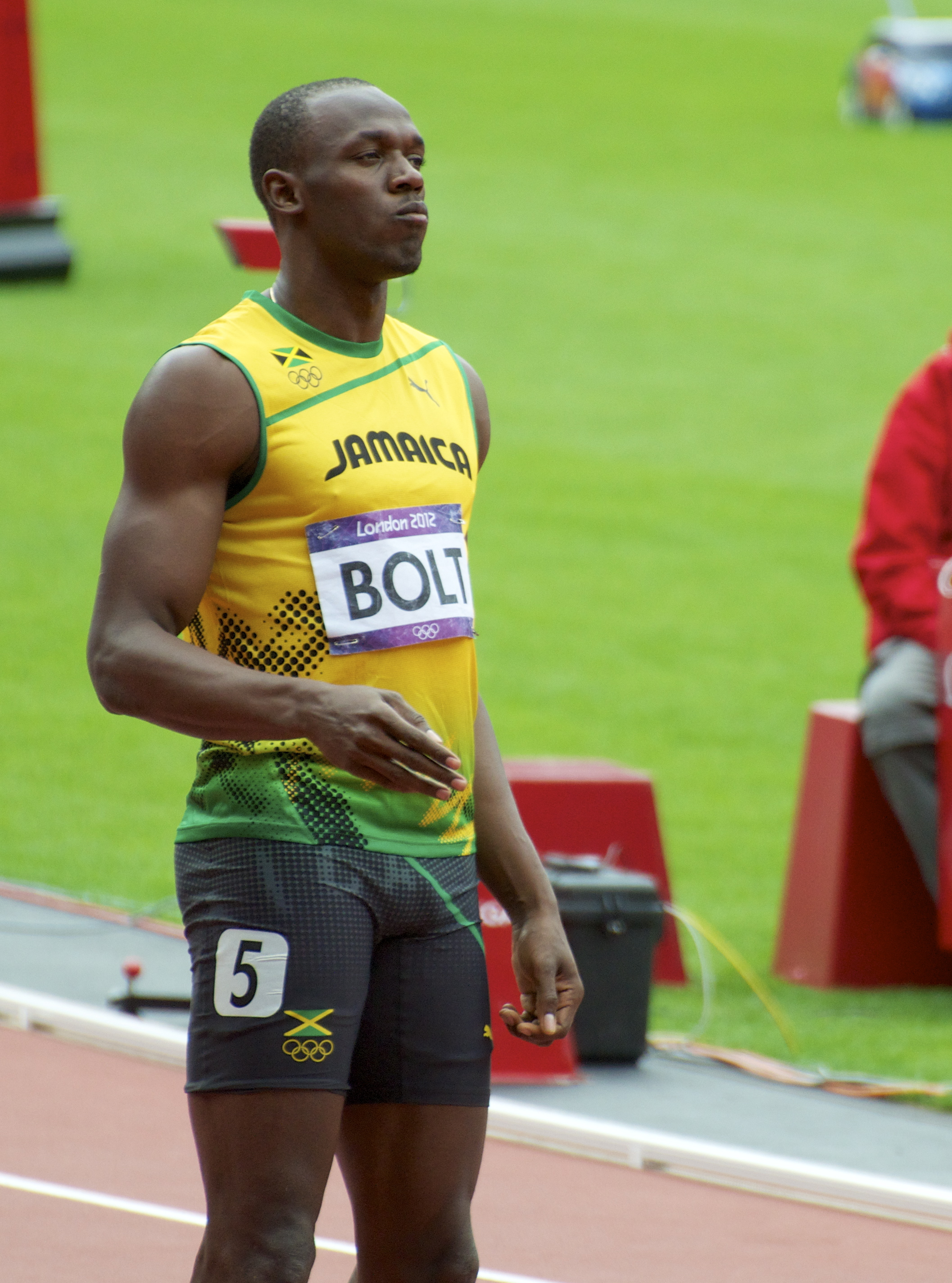
Olympiasieger: Usain Bolt
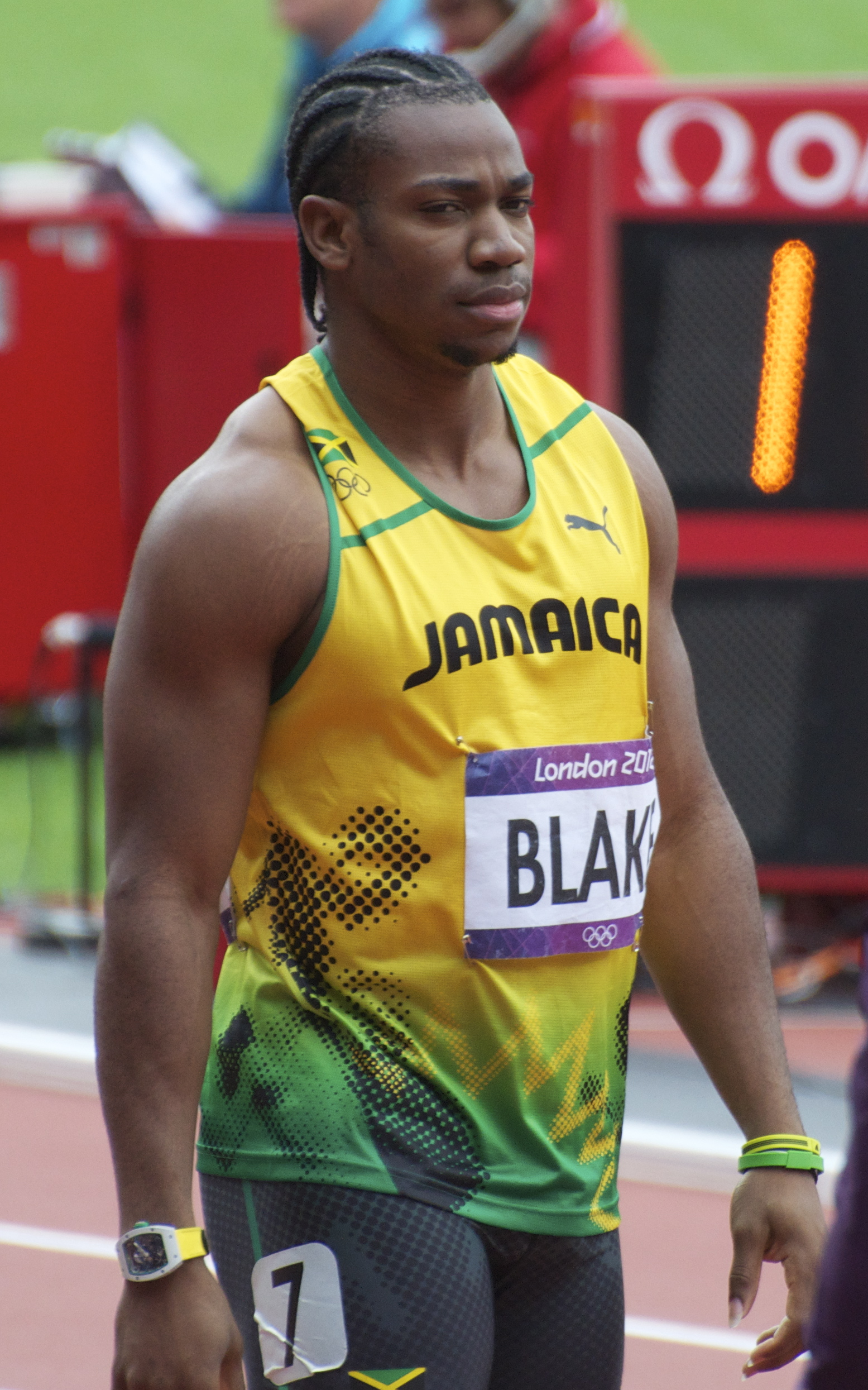
Silbermedaille: Yohan Blake
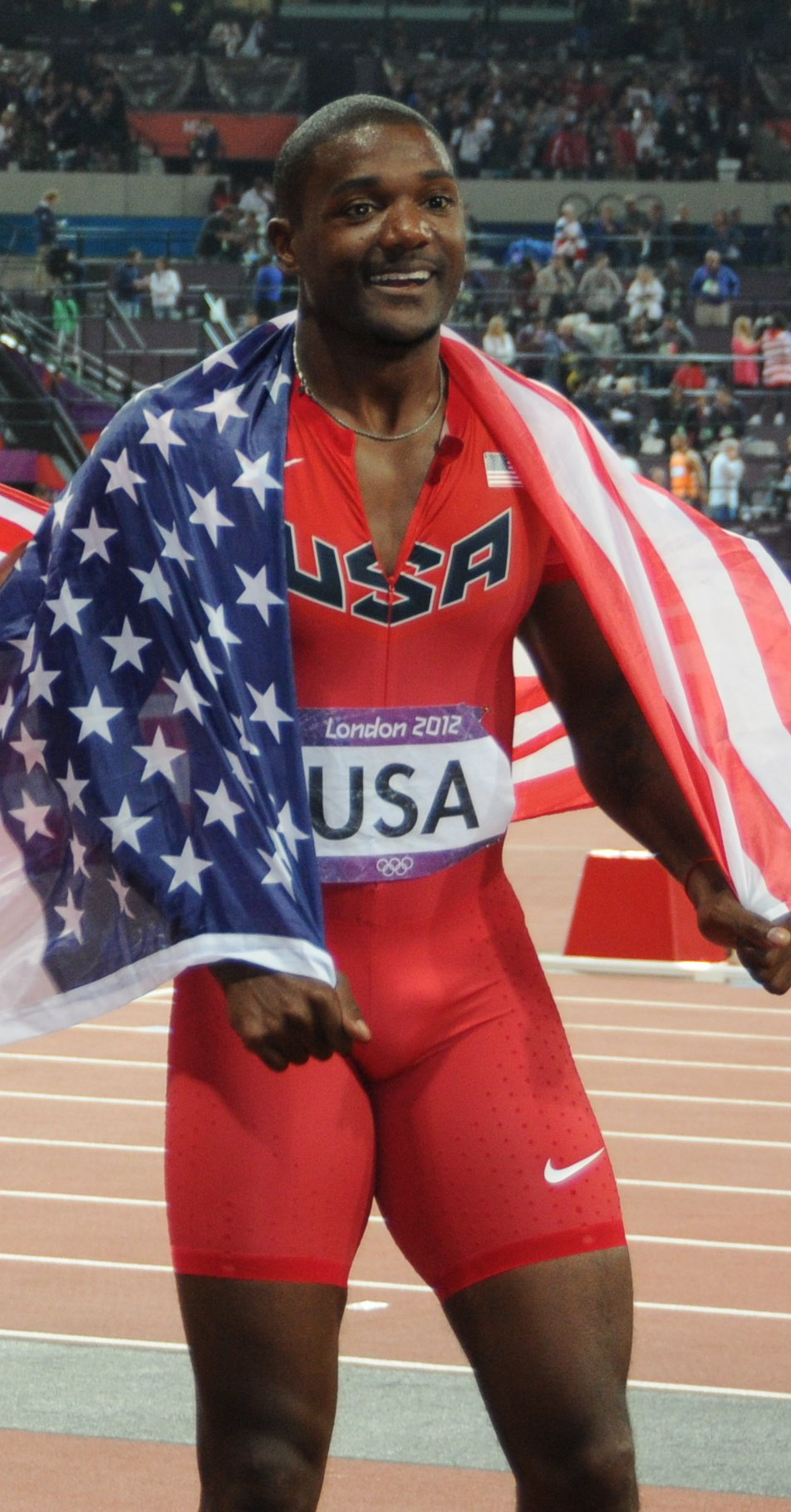
Bronzemedaille: Justin Gatlin
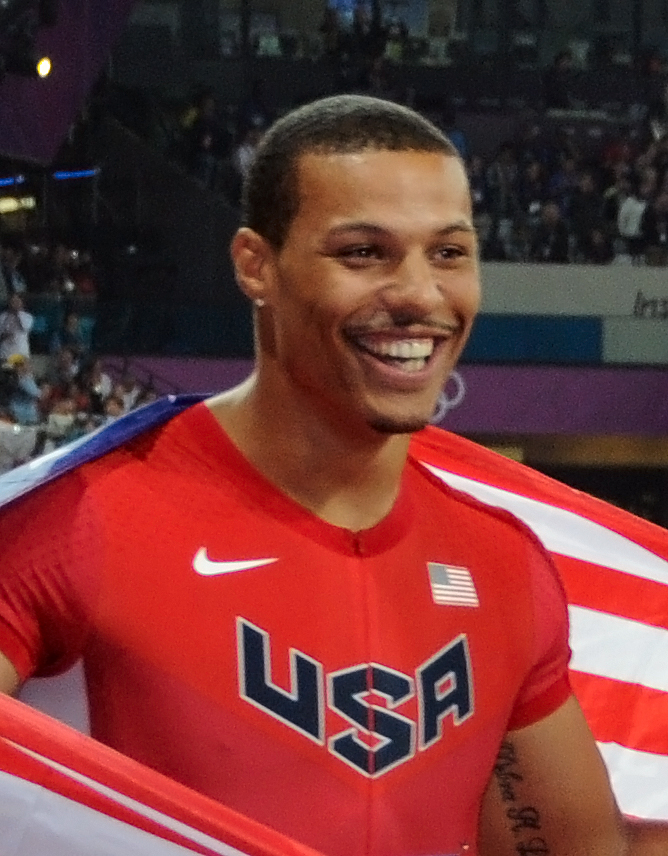
Der viertplatzierte Ryan Bailey

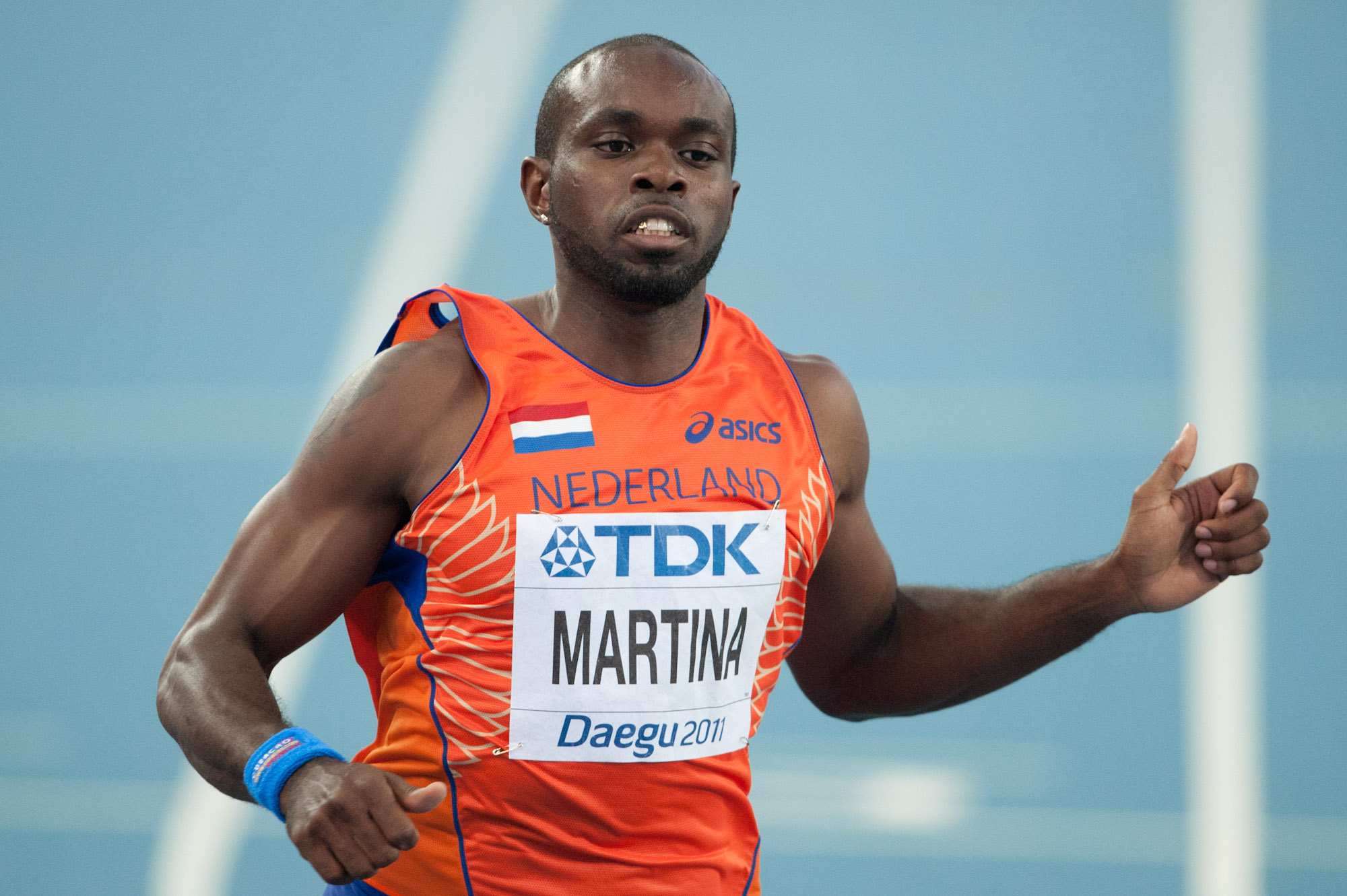
Churandy Martina belegte Rang fünf
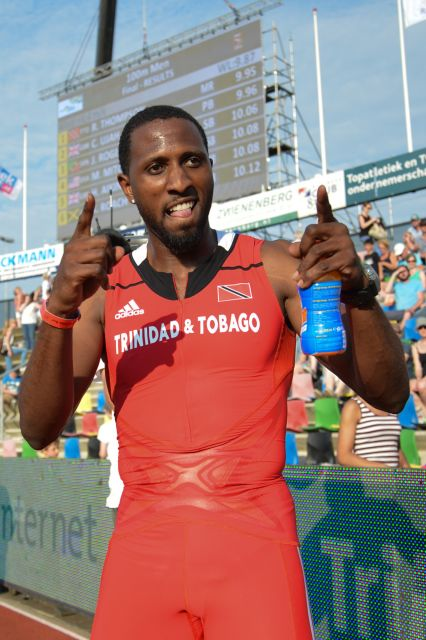
Richard Thompson erreichte Rang sechs
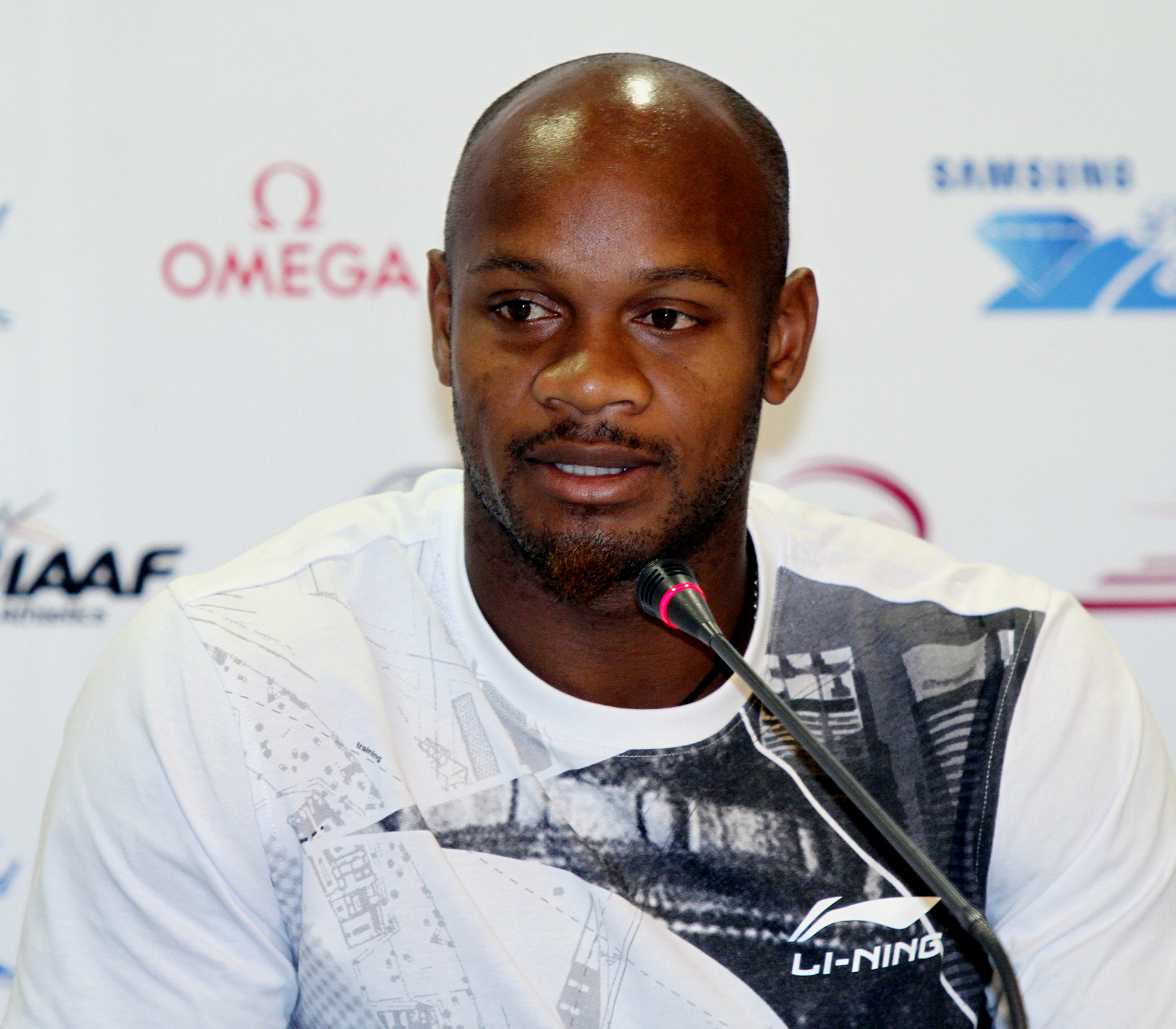
Asafa Powell wurde Olympiasiebter
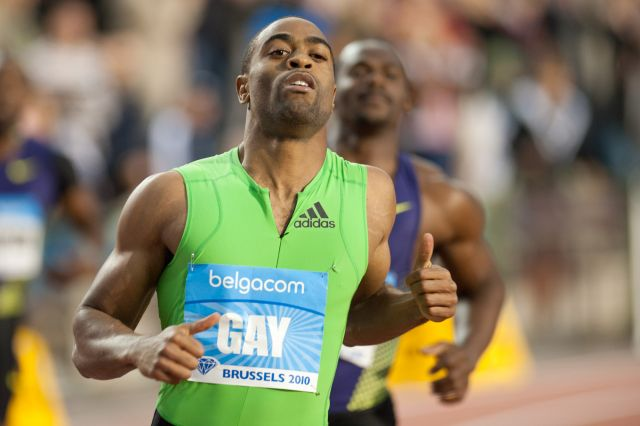
Tyson Gay – wegen Dopings disqualifiziert

## Videolinks
- Men's 100m Preliminary Qualification - London 2012 Olympics, youtube.com, abgerufen am 22. März 2022
- Usain Bolt & Yohan Blake Win 100m Heats - London 2012 Olympics, youtube.com, abgerufen am 22. März 2022
- Bolt, Blake & Gatlin Win 100m Semi-Finals - London 2012 Olympics, youtube.com, abgerufen am 22. März 2022
- Usain Bolt Wins Olympic 100m Gold, London 2012 Olympic Games, youtube.com, abgerufen am 22. März 2022